# Список эпизодов телесериала «Сабрина — маленькая ведьма»
Список эпизодов телесериала «Сабрина — маленькая ведьма». Всего было показано семь сезонов. В них вошли 163 эпизода.
Эпизоды в списке отсортированы по дате показа на экранах. В список не включены непоказанные в эфире эпизоды.

## Список сезонов
| Сезон | Сезон | Эпизоды | Оригинальная дата показа | Оригинальная дата показа | Оригинальная дата показа | Ранг | Зрители США (млн) |
| Сезон | Сезон | Эпизоды | Премьера сезона          | Финал сезона             | Телеканал                | Ранг | Зрители США (млн) |
| ----- | ----- | ------- | ------------------------ | ------------------------ | ------------------------ | ---- | ----------------- |
|       | 1     | 24      | 27 сентября 1996         | 16 мая 1997              | ABC                      | 41   | 9,3               |
|       | 2     | 26      | 26 сентября 1997         | 15 мая 1998              | ABC                      | 41   | 12,5              |
|       | 3     | 25      | 25 сентября 1998         | 21 мая 1999              | ABC                      | 41   | 12,2              |
|       | 4     | 22      | 24 сентября 1999         | 5 мая 2000               | ABC                      | 57   | 10,2              |
|       | 5     | 22      | 22 сентября 2000         | 18 мая 2001              | The WB                   | 124  | 3,8               |
|       | 6     | 22      | 5 октября 2001           | 10 мая 2002              | The WB                   | 140  | 3,1               |
|       | 7     | 22      | 20 сентября 2002         | 24 апреля 2003           | The WB                   | 146  | 3,0               |

## Эпизоды

### Сезон 1 (1996—1997)
| № общий | № в сезоне | Название                                                   | Режиссёр        | Автор сценария                    | Дата премьеры    | Произв. код |
| --- | ---------- | ---------------------------------------------------------- | --------------- | --------------------------------- | ---------------- | ----------- |
| 1 | 1          | «Pilot» «Кто такая Сабрина?»                               | Робби Бенсон    | Нелл Сковелл                      | 27 сентября 1996 | 001         |
| Обычная девушка, живущая в Бостоне и учащаяся в обычной школе, узнаёт, что она ведьма. Когда Сабрине исполнилось шестнадцать, её жизнь наполнилась чудесами. На следующий день Сабрина с горестным вздохом отправилась в новую школу, куда её перевели. Но это ещё были не все испытания на этот день. Тетушки Зельда и Хильда, которые воспитали Сабрину, преподнесли ей главный сюрприз. Они сообщили племяннице, что она потомственная ведьма по папиной линии, обладает магическими силами и должна как можно быстрее научиться контролировать эти силы. Ещё тёти (тоже ведьмы) подарили Сабрине Книгу Заклинаний с живой фотографией её отца. Последним шоком была запись в этой книге: «Твой любимый чёрный кот Салем умеет говорить». Теперь она начинает попадать в различные передряги… |            |                                                            |                 |                                   |                  |             |
| 2 | 2          | «Bundt Friday» «Горькая правда»                            | Халворсон, Гэри | Норма Сэффорд Вела                | 4 октября 1996   | 002         |
| Сабрина приправляет посыпкой правды свой пирог на домоводстве, что бы угостить Либби и уличить её во лжи. Но план Сабрины даёт совершенно неожиданные результаты и этим пирогом угощается вся школа. Тем временем тётушка Хильда готовится к свиданию с Дереллом, хотя он подводил её уже тысячу раз в прошлом. |            |                                                            |                 |                                   |                  |             |
| 3 | 3          | «The True Adventures of Rudy Kazootie» «Взрослый ребёнок»  | Гейл Манкузо    | Кэрри Хонигблум и Рене Филлипс    | 11 октября 1996  | 003         |
| Сабрина решает совместить приятное с полезным: она будет делать уроки вместе со своим приятелем Харви. Одновременно с этим Сабрина должна не спускать глаз с озорного малыша, которого родители оставили ей на временное попечение. Находясь в состоянии стресса, Сабрина случайно превращает малыша во взрослого мужчину! Теперь она должна вернуть его назад в младенчество, пока родители не вернулись домой. |            |                                                            |                 |                                   |                  |             |
| 4 | 4          | «Terrible Things» «Сбыча мечт»                             | Гэри Халворсон  | Джон Шерман                       | 18 октября 1996  | 004         |
| Сабрина берёт на себя роль исполнительницы желаний для своих друзей. Благодаря вмешательству Сабрины, Дженни выбирают старостой школы, Харви получает возможность проявить себя в футболе, а мистер Пул становится сказочно богатым: он открывает давно искомую алхимиками формулу превращения свинца в золото. Однако в бочке мёда успеха Дженни, Харви и мистера Пула неожиданно всплывает изрядная порция дёгтя. Сабрине придётся предстать перед «Советом ведьм» и объяснить свои ошибки. |            |                                                            |                 |                                   |                  |             |
| 5 | 5          | «A Halloween Story» «Клоун-клон»                           | Гэри Халворсон  | Нелл Сковелл                      | 25 октября 1996  | 005         |
| На Хэллоуин Сабрина должна присутствовать сразу в двух местах: на семейном праздновании хеллоуина в другом измерении и на вечеринке, которую устраивает её друг Харви. Сабрина создаёт собственного клона и отправляет его к Харви. Возникает много забавных ситуаций, так как этот клон знает только три фразы и очень странно ведёт себя на людях. |            |                                                            |                 |                                   |                  |             |
| 6 | 6          | «Dream Date» «Новоиспечённый парень»                       | Гейл Манкузо    | Рэйчел Липман                     | 1 ноября 1996    | 006         |
| Из-за неумения отказывать Харви идёт на школьную дискотеку с Либби — эта новость приводит Сабрину в полное отчаянье. Чтобы как-то утешить племянницу, тетушки Зельда и Хильда создают для Сабрины парня мечты из «человеческого теста» и отправляют его на бал вместе с племянницей. |            |                                                            |                 |                                   |                  |             |
| 7 | 7          | «Third Aunt From the Sun» «Страна удовольствий»            | Гэри Халворсон  | Ник Бэкей                         | 8 ноября 1996    | 007         |
| Бесшабашная тётушка Веста навещает свою племянницу Сабрину. Веста живёт в другой измерении, в фантастическом месте, которое называется дом наслаждений. Тётушки Хильда и Зельда разрешают Сабрине провести выходные в гостях у Весты. Когда Веста предлагает Сабрине переехать в дом наслаждений навсегда, Сабрина оказывается перед непростым выбором… Что предпочесть — беззаботную жизнь в другом измерении или свою «нормальную» жизнь на Земле? |            |                                                            |                 |                                   |                  |             |
| 8 | 8          | «Magic Joel» «Фокус Сабрины»                               | Питер Болдуин   | Нелл Сковелл и Норма Сэффорд Вела | 15 ноября 1996   | 008         |
| Сабрина превращает начинающего фокусника Джоела в невидимку, а тот отказывается возвращаться обратно! Невидимкой быть здорово: можно проникать в самые невероятные места, например, в раздевалку к девчонкам… |            |                                                            |                 |                                   |                  |             |
| 9 | 9          | «Geek Like Me» «Волшебный мусор»                           | Гэри Халворсон  | Рэйчел Липман                     | 22 ноября 1996   | 009         |
| Тёти Хильда и Зельда за всю свою огромную жизнь накопили такую груду магического хлама, что его уже давным-давно пора выбрасывать, но Хильда не хочет этого делать и ищет применение своему хламу. Тем временем, Либби становится ботаником. |            |                                                            |                 |                                   |                  |             |
| 10 | 10         | «Sweet and Sour Victory» «Чемпионат совести»               | Робби Бенсон    | Нил Боушелл и Сэм О’Нил           | 29 ноября 1996   | 010         |
| Сабрина решает, что настало время поучиться восточным искусствам. Она записывается на единоборства, где применяет магию, чтобы выиграть своего тренера. Её берут на чемпионат города, где она также использует волшебство. Девушка побеждает, но она и представить себе не может, чем это для неё обернётся… |            |                                                            |                 |                                   |                  |             |
| 11 | 11         | «A Girl and Her Cat» «Девочка и её кот»                    | Брайан Робертс  | Фрэнк Коннифф                     | 13 декабря 1996  | 011         |
| Кот Сабрины Сэйлем проник в её рюкзак и отправился с ней в местную пиццерию, но в конце концов попал домой к маленькому мальчику, который не хочет его отпускать. |            |                                                            |                 |                                   |                  |             |
| 12 | 12         | «Trial by Fury» «Плохая отметка»                           | Питер Болдуин   | Нелл Сковелл и Норма Сэффорд Вела | 3 января 1997    | 012         |
| У Сабрины двойка по математике. И на этот раз оценка действительно несправедливая, но у девушки есть две чудесные тётушки, которые проучат негодника волшебством… |            |                                                            |                 |                                   |                  |             |
| 13 | 13         | «Jenny’s Non-Dream» «Дженни спит»                          | Чак Винсон      | Джон Шерман                       | 10 января 1997   | 013         |
| Много чудесного скрывает дом Спеллмэнов. Сабрина сомневается, стоит ли ей оставлять Дженни ночевать у себя в доме. Вдруг среди ночи она увидит что-нибудь магическое и испугается… Так и выходит — Дженни случайно переходит через шкаф в другое измерение… |            |                                                            |                 |                                   |                  |             |
| 14 | 14         | «Sabrina Through the Looking Glass» «Сабрина в зазеркалье» | Лиз Плонка      | Нелл Сковелл                      | 17 января 1997   | 014         |
| Сабрина впадает в депрессию. Еще бы, ведь на лице у неё огромнейшая бородавка! Все пытаются её приободрить, но маленькая ведьма уходит в зеркальное «Я»… |            |                                                            |                 |                                   |                  |             |
| 15 | 15         | «Hilda and Zelda: The Teenage Years» «Зеллари и Хиллари»   | Питер Болдуин   | Нелл Сковелл                      | 31 января 1997   | 015         |
| Тёти не разрешают идти Сабрине на рок-концерт. В конце концов, они соглашаются, но при условии, если они превратятся в молодых девушек и сыграют роль кузин Сабрины. Всё хорошо, но даже став молодыми снаружи, они не понимают интересы современной молодёжи… Приглашённые звёзды: Violent Femmes |            |                                                            |                 |                                   |                  |             |
| 16 | 16         | «Mars Attracts» «Симпатичный Марсианин»                    | Гэри Халворсон  | Нелл Сковелл                      | 7 февраля 1997   | 016         |
| Сабрина улетает на Марс кататься на горных лыжах с семьёй. Она немного переживает из-за разлуки с Харви, но на курорте встречает симпатичного инструктора. Грусть улетучивается моментально — не каждый день тебя приглашают на романтический ужин среди марсианских гор! Тётушка Хильда знакомится с загадочным секретным агентом, и даже кот Сэйлем устраивает разгульную вечеринку… |            |                                                            |                 |                                   |                  |             |
| 17 | 17         | «First Kiss» «Харви-лягушка»                               | Робби Бенсон    | Кэрри Хонигблум и Рене Филлипс    | 14 февраля 1997  | 017         |
| Встреча с любимым волнующа для любой девушки, даже если она ведьма. На свидании Харви собирается поцеловать Сабрину в первый раз, но тут вмешивается кот Салем. Не то чтобы он сильно ревнует, просто он точно знает, что любой человек, поцеловавший ведьму в первый раз, немедленно превратится в лягушку… |            |                                                            |                 |                                   |                  |             |
| 18 | 18         | «Sweet Charity» «Заколдованная старушка»                   | Питер Болдуин   | Нелл Сковелл                      | 7 марта 1997     | 018         |
| Сабрина становится активисткой школьного движения «Возьми приёмных бабушку и дедушку». И у неё появляется приёмная бабушка Нана, которая, к удивлению Сабрины, предательски выказывает дружеское расположение к Либи, главной сопернице юной ведьмы. Тут Сабрина пускает в ход свой волшебный пальчик… |            |                                                            |                 |                                   |                  |             |
| 19 | 19         | «Cat Showdown» «В кошачьей шкуре»                          | Дэвид Гроссман  | Фрэнк Коннифф                     | 21 марта 1997    | 019         |
| Оставшись без денег, Сабрина и Салем решают подработать на конкурсе кошек. Сабрине даже не придётся сильно колдовать, чтобы превратиться в очаровательную кошечку. Тем временем, тётю Хильду сурово наказывают за мелкое воровство в волшебном магазине… |            |                                                            |                 |                                   |                  |             |
| 20 | 20         | «Meeting Dad’s Girlftiend» «Возвращение блудного папы»     | Дэвид Гроссман  | Нелл Сковелл                      | 4 апреля 1997    | 020         |
| К Сабрине приезжает её папа Эдвард. Она очень волнуется, как представить ему своего парня Харви. Но папа приезжает не один, а с новой подружкой — молодой ведьмой Гейл. И тут Сабрина случайно спрашивает, не собираются ли они пожениться… |            |                                                            |                 |                                   |                  |             |
| 21 | 21         | «As Westbridge Turns» «Амнезия»                            | Гэри Халворсон  | Ник Бэкей                         | 25 апреля 1997   | 021         |
| Когда жизнь Сабрины превращается в рутину, тетя Хильда помогает ей сотворить заклинание, которое добавляет в жизнь элементы мелодраматической мыльной оперы. Кажется, изменения идут только на пользу, но все выходит из-под контроля. Сабрину обвиняют в преступлении, Либби пытается украсть Харви после того, как он теряет память. есть только один-единственный выход - история должна достигнуть своей драматической кульминации. |            |                                                            |                 |                                   |                  |             |
| 22 | 22         | «The Great Mistake» «Хрустальный шар»                      | Гэри Халворсон  | Джон Шерман                       | 2 мая 1997       | 022         |
| Сабрина покупает магический хрустальный шар. По словам консультанта, шар может предсказывать будущее. Сабрина видит в нём, что на экзамене она получит отличную оценку, но на самом деле оказывается, что шар нагло соврал ей. У Сабрины тройка… |            |                                                            |                 |                                   |                  |             |
| 23 | 23         | «The Cruicible» «Охота на ведьм»                           | Гэри Халворсон  | Джон Шерман                       | 9 мая 1997       | 023         |
| В классе Сабрины проходит ролевая игра «Охота на ведьм». Класс отправляется в Салем - историческую деревню пуритан, где каждому дается своя роль ведьмы или горожанина. Студенты с интересом воспроизводят быт горожан прошлого и только Сабрине не до веселья - она ведь настоящая ведьма. |            |                                                            |                 |                                   |                  |             |
| 24 | 24         | «Troll Bride» «Настырный лепрекон»                         | Питер Болдуин   | Ник Бэкей и Фрэнк Коннифф         | 16 мая 1997      | 024         |
| Харви и Сабрина оказались номинированы в ежегодном конкурсе на лучшую пару, но все не так просто. есть поверье, что победившая пара разойдется в последний день семестра. |            |                                                            |                 |                                   |                  |             |

### Сезон 2 (1997—1998)
| № общий | № в сезоне | Название                                                                       | Режиссёр          | Автор сценария                       | Дата премьеры    | Произв. код |
| --- | ---------- | ------------------------------------------------------------------------------ | ----------------- | ------------------------------------ | ---------------- | ----------- |
| 25 | 1          | «Sabrina Gets Her License (Part 1)» «Лицензия»                                 | Халворсон, Гэри   | Мириам Трогдон                       | 26 сентября 1997 | 025         |
| Сабрина празднует своё семнадцатилетие! Как все успеть?! Ведь надо и своему бойфренду Харви уделить внимание, и с новой подружкой Вэлери поболтать, да еще эта гадкая соперница Либби опять строит свои козни. Ко всему Сабрине надо теперь готовиться к экзамену на право быть настоящей ведьмой, с лицензией! Приглашённая звезда: Эрик Эстрада |            |                                                                                |                   |                                      |                  |             |
| 26 | 2          | «Sabrina Gets Her License (Part 2)» «Незачёт»                                  | Гэри Халворсон    | Кэрри Хоннигблум и Рене Филлипс      | 26 сентября 1997 | 026         |
| Что такое провалить экзамен?! С кем не бывало. Но вот провалить самый главный в жизни экзамен на получение прав заниматься магией… И почему тетушки-ведьмы не предупредили Сабрину о том, что её ждет в случае несдачи экзамена? Приглашённая звезда: Эрик Эстрада |            |                                                                                |                   |                                      |                  |             |
| 27 | 3          | «Dummy for Love» «Бракованный купидон»                                         | Гэйл Манкусо      | Холли Хестер                         | 3 октября 1997   | 027         |
| Сабрина пробует себя в роли свахи: с помощью Купидона она помогает соединиться двум одиноким сердцам: её тётушка-ведьма Хильда и новый завуч школы мистер Крафт прекрасно смотрятся вместе! Тетушка совсем теряет голову от любви и наживает себе проблемы с Советом Ведьм… |            |                                                                                |                   |                                      |                  |             |
| 28 | 4          | «Dante’s Inferno» «Новый парень Сабрины»                                       | Гэри Халворсон    | Чарли Терсек                         | 10 октября 1997  | 028         |
| Сабрина нашла себе нового приятеля — его зовут Данте, и он из потустороннего мира. Очень тревожно пройдёт двойное свидание Сабрины одновременно и с Данте и с Харви… Приглашённая звезда: Дэйви Джонс |            |                                                                                |                   |                                      |                  |             |
| 29 | 5          | «A Doll’s Story» «Капризная кузина»                                            | Брайан К. Робертс | Кэрри Хоннигблум и Рене Филлипс      | 17 октября 1997  | 029         |
| Сабрине обещано щедрое вознаграждение за то, что она посидит некоторое время со своей маленькой кузиной Амандой. Но после пяти минут с Амандой Сабрина осознаёт, что никакие деньги не смогут компенсировать моральный вред от совместного времяпрепровождения с маленькой ведьмочкой. Капризная Аманда превращает Сабрину в куклу и поселяет её в ящик для игрушек, где уже находятся все её предыдущие обидчики. Тем временем Хильда и Зельда принимают решение немного отдохнуть друг от друга и едут на курорт, один и тот же… На отдыхе сёстры становятся ярыми соперницами из-за одной косметической процедуры, которая омолаживает ведьм на несколько столетий. |            |                                                                                |                   |                                      |                  |             |
| 30 | 6          | «Sabrina, the Teenage Boy» «Сабрина — маленький чародей»                       | Питер Болдуин     | Ник Бэкей                            | 24 октября 1997  | 030         |
| Сабрина хочет точно знать, что именно нравится парням в девушках. Для своего исследования она временно изменяет пол. Последовав примеру племянницы, тётушка Хильда трансформируется в мачо-байкера. Эти превращения приводят к самым неожиданным последствиям… |            |                                                                                |                   |                                      |                  |             |
| 31 | 7          | «A River of Candy Corn Runs Through It» «Течёт река сладкой кукурузы»          | Гэри Халворсон    | Фрэнк Коннифф                        | 31 октября 1997  | 031         |
| Сабрина под влиянием Валери устраивает вечеринку у себя дома в честь Хэллоуина, но внезапно начинаются неприятности: тётушки покупают говорящую мебель, Хильда ошибается с количеством сладкой кукурузы, а гости из другого мира приходят на песнопения. Приглашённые звезды: 10,000 Maniacs |            |                                                                                |                   |                                      |                  |             |
| 32 | 8          | «Inna Gadda Sabrina» «Весёлые 60-е»                                            | Гэри Халворсон    | Шелдон Булл                          | 7 ноября 1997    | 032         |
| Сэйлема сажают на диету, но он съедает шар времени и отправляет Сабрину с тётушками и одноклассниками в 60-е годы XX-го века, во времена хиппи. Вскоре становится понятно, что в этом времени не так уж весело, как казалось изначально. |            |                                                                                |                   |                                      |                  |             |
| 33 | 9          | «Witch Trash» «Трудности ведьм»                                                | Питер Болдуин     | Ник Бэкей и Робин Бэкей              | 14 ноября 1997   | 033         |
| Сабрина просит у тётушек машину, а на дом Спеллманов накладываеют заклятие дальние родственники. Сабрина, Харви и Валери оказываются запертыми в доме Сабрины. |            |                                                                                |                   |                                      |                  |             |
| 34 | 10         | «To Tell a Mortal» «Рассказать смертному»                                      | Питер Болдуин     | Кэрри Хоннигблум и Рене Филлипс      | 21 ноября 1997   | 034         |
| Наступает пятница, 13-е, и Сабрина узнаёт, что в этот день она может рассказывать смертным о том, что она — ведьма, а через 24 через те обо всём забудут. Она рассказывает обо всём Валери и Харви, но это приводит к неожиданным последствиям. Приглашённые звезды: Дрю Кэри и Марк Лэнгстон |            |                                                                                |                   |                                      |                  |             |
| 35 | 11         | «Oh What a Tangled Spell She Weaves» «Что же наколдовала запутавшаяся ведьма?» | Дэвид Трэйнер     | Джоан Биндер Уайсс и Дэвид Уайсс     | 5 декабря 1997   | 035         |
| Сабрине дают задание — использовать только заклинания, не прибегая к помощи пальца. Валери и Сабрина устраиваются на работу в пиццерию, а Сабрина накладывает заклинания, не думая о последствиях. |            |                                                                                |                   |                                      |                  |             |
| 36 | 12         | «Sabrina Claus» «Сабрина Клаус»                                                | Кеннет Р. Коч     | Чарли Терсек                         | 19 декабря 1997  | 036         |
| Наступает Рождество, и у Сабрины начинаются проблемы со способностями — вместо того, чтобы создавать вещи, она забирает их у других. Чтобы избавиться от эгоизма, она вынуждена заменить заболевшего Санта-Клауса и разнести все рождественские подарки. Приглашённая звезда: Джонни Мэтис |            |                                                                                |                   |                                      |                  |             |
| 37 | 13         | «Little Big Kraft» «Маленький большой Крафт»                                   | Дэвид Трэйнер     | Барни Коэн и Кэтрин Уоллак           | 9 января 1998    | 037         |
| Хильда начинает встречаться с мистером Крафтом, который устраивает лыжную экскурсию, а Зельда накладывает запрет на пользование своей лабораторией. Сабрина решает помочь мистеру Крафту внось почувствовать себя подростком. |            |                                                                                |                   |                                      |                  |             |
| 38 | 14         | «Five Easy Pieces of Libby» «Пять простых вещей о Либби»                       | Гэри Халворсон    | Фрэнк Коннифф                        | 23 января 1998   | 038         |
| Для подготовки к параду в честь Дня демократии Сабрина вынуждена работать вместе с Либби над украшением платформы. Из-за неверно наложенного заклинания Сабрины магический полицейский накладывает на неё штраф, и теперь Сабрина должна находиться на расстоянии не более пяти шагов от Либби. |            |                                                                                |                   |                                      |                  |             |
| 39 | 15         | «Finger Lickin’ Flu» «Заразившийся палец»                                      | Гэри Халворсон    | Фрэнк Коннифф                        | 30 января 1998   | 039         |
| Вместо уволившейся буфетчицы мистер Крафт отдаёт распоряжение работать на кухне всем ученикам по очереди, а первыми — Сабрине, Харви и Валери. Среди ведьм началось распространение пальцевой лихорадки, которой заболевает Сабрина. |            |                                                                                |                   |                                      |                  |             |
| 40 | 16         | «Sabrina and the Beanstalk» «Сабрина и бобовое дерево»                         | Питер Болдуин     | Кэрри Хоннигблум и Рене Филлипс      | 6 февраля 1998   | 040         |
| Чтобы сосредоточиться и сделать домашнее задание, Сабрина готовит волшебные бобы, но не соблюдает рецептуру в точности, и во дворе дома Спеллманов вырастает бобовое дерево, на которое случайно попадает Харви. |            |                                                                                |                   |                                      |                  |             |
| 41 | 17         | «The Equalizer» «Стабилизатор»                                                 | Линда Дэй         | Александра Комисарук и Памела Соупер | 13 февраля 1998  | 041         |
| На День святого Валентина Сабрина вновь встречается с Роландом, который теперь стал стабилизатором. Хильда просит Купидона найти себе кавалера, но тот неожиданно в неё влюбляется. Роланд крадёт сердце Сабрины. |            |                                                                                |                   |                                      |                  |             |
| 42 | 18         | «The Band Episode» «Эпизод с группой»                                          | Питер Болдуин     | Ник Бэкей                            | 20 февраля 1998  | 042         |
| Чтобы победить в школьном конкурсе музыкальных групп, Сабрина готовит зелье для усиления таланта у себя, Харви и Валери. Но у зелья обнаруживается обратный эффект, и когда друзья становятся звёздами, дружба рушится. Приглашённые звезды: Backstreet Boys |            |                                                                                |                   |                                      |                  |             |
| 43 | 19         | «When Teens Collide» «Обмен характерами»                                       | Гэри Халворсон    | Шелдон Булл                          | 6 марта 1998     | 043         |
| Из-за молекулярной нестабильности Сабрина меняется характером с Либби, и из-за этого пытается захватить мир. |            |                                                                                |                   |                                      |                  |             |
| 44 | 20         | «My Nightmare, the Car» «Машина - мой кошмар»                                  | Питер Болдуин     | Чарли Терсек                         | 20 марта 1998    | 044         |
| Магию Спеллманов приезжает проверять ревизор, а Валери и Сабрина покупают машину на двоих. После постоянных ссор из-за автомобиля, тётушки запрещают Сабрине водить машину. |            |                                                                                |                   |                                      |                  |             |
| 45 | 21         | «Fear Strikes Up a Conversation» «Всё началось со страха»                      | Чак Винсон        | Фрэнк Коннифф                        | 3 апреля 1998    | 045         |
| Сабрине предстоит читать своё сочинение перед всей школой, и она применяет заклинание против страха. Зельда готовится к семинару, но из-за переутомления теряет свою личность. |            |                                                                                |                   |                                      |                  |             |
| 46 | 22         | «Quiz Show» «Телевикторина»                                                    | Тибор Такач       | Холли Хестер                         | 17 апреля 1998   | 046         |
| Зельду приглашают преподавать химию в школе Сабрины на две недели. У Сабрины предстоит экзамен на превращение в стихии, но она не готова к испытанию, к тому же отстраняют её экзаменатора. |            |                                                                                |                   |                                      |                  |             |
| 47 | 23         | «Disneyworld» «Что может произойти в Диснейленде»                              | Дэвид Трэйнер     | Дэвид Лессер                         | 24 апреля 1998   | 047         |
| Сабрина вместе с классом едет в Диснейленд, а Хильда и Зельда сопровождают их. Сабрина должна выдержать новый экзамен, но Валери и Либби выпивают приготовленное ею зелье. |            |                                                                                |                   |                                      |                  |             |
| 48 | 24         | «Sabrina’s Choice» «Выбор Сабрины»                                             | Кеннет Р. Коч     | Шелдон Булл                          | 1 мая 1998       | 048         |
| Харви выигрывает билеты на концерт и зовёт с собой Сабрину, и не получив разрешение у Зельды, девушка получает его у Хильды. Чтобы пойти на вечеринку, Сабрина обманывает Зельду. В результате Хильда переезжает в другой дом, а Сабрина должна выбрать, с кем из тётушек хочет жить. |            |                                                                                |                   |                                      |                  |             |
| 49 | 25         | «Rumor Mill» «Фабрика слухов»                                                  | Пол Хоэн          | Ник Бэкей                            | 8 мая 1998       | 049         |
| Хильда и Зельда отправляются отдыхать на Дикий Запад. Сабрина должна трудиться на общественных работах, чтобы получить лицензию ведьмы, и отправляется на фабрику слухов с другим магом. |            |                                                                                |                   |                                      |                  |             |
| 50 | 26         | «Mom vs. Magic» «Мама или магия?»                                              | Линда Дэй         | Шелдон Булл                          | 15 мая 1998      | 050         |
| Наступает День матери, и к Сэйлему должна приехать его мать, не знающая, что он превратился в кота. Хильда и Зельда отправляются навестить свою мать. Сабрина должна выбрать, кого любит больше — Харви или Дэшела, а также — будет ли она видеться с матерью или колдовать. |            |                                                                                |                   |                                      |                  |             |

### Сезон 3 (1998—1999)
| № общий | № в сезоне | Название                                                                             | Режиссёр        | Автор сценария                                                                 | Дата премьеры    | Произв. код |
| --- | ---------- | ------------------------------------------------------------------------------------ | --------------- | ------------------------------------------------------------------------------ | ---------------- | ----------- |
| 51 | 1          | «It’s a Mad Mad Mad Mad Season Opener» «Безумное-безумное-безумное открытие сезона»  | Линда Дэй       | Холли Хестер                                                                   | 25 сентября 1998 | 051         |
| Сабрина всё ещё не может выбрать между Дэшелом и Харви, а мистер Крафт устраивает танцевальный вечер и просит её выбрать музыку для него. Сабрину приглашают на торжественный вечер, чтобы вручить колдовскую лицензию. |            |                                                                                      |                 |                                                                                |                  |             |
| 52 | 2          | «Boy Was My Face Red» «Девушка с красным лицом»                                      | Дэвид Трэйнер   | Кэрри Хонигблум и Рене Филлипс                                                 | 2 октября 1998   | 052         |
| Сэйлем просит Зельду, Хильду и Сабрину поцеловать его, поскольку кто-то в Интернете написал, что если его поцелует в губы женщина, он станет человеком. У Валери возникают проблемы с общением в школе, и она перестаёт туда ходить. Сабрина помогает ей избавиться от чувства стыда, но это приводит к неприятным последствиям. |            |                                                                                      |                 |                                                                                |                  |             |
| 53 | 3          | «Suspicious Minds» «Подозрительность»                                                | Линда Дэй       | Дэн Берендсен                                                                  | 9 октября 1998   | 053         |
| Классу Сабрины дают задание на понимание семейных отношений, но её ставят в пару с Горди, а Харви — с Либби. Сабрина нанимает детектива из другого измерения, который оказывается Роландом, чтобы проследить за Харви. |            |                                                                                      |                 |                                                                                |                  |             |
| 54 | 4          | «The Pom Pom Incident» «История с помпонами»                                         | Ким Фридман     | Чарли Терсек                                                                   | 16 октября 1998  | 054         |
| К Сабрине приезжает кузен Мортимер, чтобы рассказать семейную тайну, но занимается только цирковыми трюками. Валери собирается пойти на кастинг, чтобы попасть в группу поддержки, но Сабрина считает, что это неудачная идея. |            |                                                                                      |                 |                                                                                |                  |             |
| 55 | 5          | «Pancake Madness» «Блинное сумасшествие»                                             | Марк Сендровски | Шелдон Булл                                                                    | 23 октября 1998  | 055         |
| Сабрина узнаёт семейную тайну — никто из Спеллманов не может есть блины. Тем не менее, она нарушает запрет тётушек и съедает кусочек блина. Не оформив вовремя документы для проживания на Земле, Хильда попадает в другое измерение и не может вернуться назад. |            |                                                                                      |                 |                                                                                |                  |             |
| 56 | 6          | «Good Will Haunting» «Умница Уилл Призрак»                                           | Кеннет Р. Коч   | Кэрри Хонигблум и Рене Филлипс                                                 | 30 октября 1998  | 056         |
| Тётя Бьюла, устраивающая самые скучные вечеринки, приглашает Спеллманов на Хэллоуин, но Сабрина решает собраться с друзьями дома. Тогда Бьюла присылает ей живую куклу Молли-Долли, собирающуюся её убить. Хильда и Зельда, отправившиеся на вечеринку, оказываются запертыми в сумасшедшем доме. |            |                                                                                      |                 |                                                                                |                  |             |
| 57 | 7          | «You Bet Your Family» «Ты проиграл свою семью»                                       | Дэвид Трэйнер   | Ник Бэкей                                                                      | 6 ноября 1998    | 057         |
| Родители Либби покупают ей машину, и Сабрина мечтает о том же. Сэйлем в другом измерении проигрывает свою семью в покер, и Сабрина с тётушками поступают в услужение к Бриллиантовому Дэйву на двадцать лет. Позднее девочка хочет отыграться и обнаруживает, что всемирно известный игрок - обычный жулик. |            |                                                                                      |                 |                                                                                |                  |             |
| 58 | 8          | «And the Sabrina Goes To...» «И Сабрину получает...»                                 | Кеннет Р. Коч   | Фрэнк Коннифф                                                                  | 13 ноября 1998   | 058         |
| Сабрина переживает из-за того, что никто не радуется её постоянным успехам, и съедает десерт, который приносит ей признание. Вскоре она начинает жалеть о принятом решении. Зельда узнаёт от приехавшего кузена, что является королевой маленького королевства. Почувствовав себя монархом, она начинает войну с Ларри. Приглашённые звезды: Дик Кларк, Phantom Planet |            |                                                                                      |                 |                                                                                |                  |             |
| 59 | 9          | «Nobody Nose Libby Like Sabrina Nose Libby» «Никто не знает нос Либби лучше Сабрины» | Линда Дэй       | Шелдон Крэснер и Дэвид Сэйлинг                                                 | 20 ноября 1998   | 059         |
| Сабрина пытается собрать средства на открытие поэтического кружка, но Либби подкупает учеников, и те голосуют за новый трон для королевы школы. Сэйлем собирает крышечки от хлопьев и получает уменьшенную копию первого космического корабля. Случайно он с Сабриной попадают в него и залетают через нос в мозг Либби. Теперь Сабрина может управлять действиями королевы красоты. |            |                                                                                      |                 |                                                                                |                  |             |
| 60 | 10         | «Sabrina and the Beast» «Сабрина и чудовище»                                         | Шелдон Булл     | Данита Джонс                                                                   | 27 ноября 1998   | 060         |
| В гости к Спеллманам приезжает очень добрая, но безобразная Сьюзи, чтобы передать Сабрине ключ к семейной тайне. Сьюзи помогает Сабрине понять, что внешность в человеке - не главное, превратив Харви в неандертальца. Хильда тренируется для конкурса, и Сэйлем покупает ей тренажёр, который затем пытается поработить женщину, не позволяя ей прекратить тренировки. |            |                                                                                      |                 |                                                                                |                  |             |
| 61 | 11         | «Christmas Amnesia» «Рождественская амнезия»                                         | Кеннет Р. Коч   | Фрэнк Коннифф                                                                  | 11 декабря 1998  | 061         |
| Наступает Рождество, но Сабрине скучно, и она не хочет проводить его с семьёй. Попав на вечеринку в другом измерении, она случайно стирает праздник, и теперь никто, кроме неё, Сэйлема и папаши Кристмаса, не помнит о Рождестве. Сабрина пытается вернуть праздник, подарив всем вокруг праздничное настроение, но оказывается, что нужно было всего лишь быть ближе к своей семье. |            |                                                                                      |                 |                                                                                |                  |             |
| 62 | 12         | «Whose So-Called Life Is It Anyway?» «Чья же это жизнь, в конце концов?»             | Линда Дэй       | Чарли Терсек                                                                   | 8 января 1999    | 062         |
| Сабрина помогает Валери стать более уверенной, ослушавшись Зельду. Спустя некоторое время она понимает, что подруга становится её копией, а когда у Валери появляются способности ведьмы, Сабрина просит совета у тётушек и возвращает всё на свои места. Сэйлем увлекается живописью и выставляется в галерее под именем Хильды. Чтобы повысить стоимость своих работ, он помещает в газете некролог Хильды. |            |                                                                                      |                 |                                                                                |                  |             |
| 63 | 13         | «What Price Harvey?» «Какова цена Харви?»                                            | Халворсон, Гэри | Фрэнк Коннифф                                                                  | 15 января 1999   | 063         |
| Сабрина нервничает из-за нежелания Харви продолжать обучение в колледже. Приезжает кузина Жажа, торгующая косметикой, и продаёт девушке одеколон амбициозности. Переусердствовав в желании изменить своего парня, Сабрина пытается предотвратить снос школы, инициированный Харви, и вернуть своего любимого в прежнее состояние. Также Жажа дарит Хильде и Зельде возможность испытать себя на месте сестры. |            |                                                                                      |                 |                                                                                |                  |             |
| 64 | 14         | «Mrs. Kraft» «Миссис Крафт»                                                          | Гэри Халворсон  | Ник Бэкей                                                                      | 29 января 1999   | 064         |
| Уиллард Крафт в связи с ремонтом в доме временно переезжает к Спеллманам. Хильде и Сабрине не нравится сложившееся положение вещей, и они вызывают из ада бывшую жену Уилларда, Люси, оказавшуюся ведьмой. Люси тут же одурманивает бывшего мужа и заставляет его бросить Зельду. Узнав об этом, колдовской суд отправляет всех участников событий на «Шоу Джерри Спрингера», чтобы разобраться, кто прав. Приглашённые звезды: Джерри Спрингер |            |                                                                                      |                 |                                                                                |                  |             |
| 65 | 15         | «Sabrina and the Pirates» «Сабрина и пираты»                                         | Гэри Халворсон  | Мириам Трогдон                                                                 | 5 февраля 1999   | 065         |
| Хильда и Зельда в связи с проверкой остаются без магии. Чтобы Сабрина могла разгадать семейную тайну, они идут в подвал за специальной доской, но находят пиратов, которых должна была освободить Хильда ещё сто лет назад. Теперь им нужно научить пиратов вести себя правильно. Чтобы попасть в новый клуб, Сабрина берёт липовые документы в другом измерении, и её магия становится тоже липовой. Сабрина, собрав все ключи, впервые пытается разгадать семейную тайну. Приглашённые звезды: ’N Sync |            |                                                                                      |                 |                                                                                |                  |             |
| 66 | 16         | «Sabrina, the Matchmaker» «Сабрина-сваха»                                            | Гэри Халворсон  | Сценарий: Дэн Берендсен, Паула Харт и Эрик Шлехт Телепостановка: Дэн Берендсен | 12 февраля 1999  | 066         |
| Наступает день Святого Валентина, и Сабрине из-за прошлых проступков предстоит соединить два любящих сердца, или она будет наказана. Хильда начинает встречаться с Гарольдом, который похож на Уилларда как две капли воды, и когда случайно в праздник они вчетвером с Зельдой оказываются в одном ресторане, вспыхивает драка, в результате которой мужчины попадают в тюрьму. Сабрина пытается свести кузину с водопроводчиком-вдовцом с тремя детьми, но дочери Мэриголд всячески пытаются этому помешать. В конце концов, Мэриголд теряет магическую силу и понимает, что они с Эмилем созданы друг для друга.                                                                |            |                                                                                      |                 |                                                                                |                  |             |
| 67 | 17         | «Salem, the Boy» «Сэйлем-подросток»                                                  | Гэри Халворсон  | Ник Бэкей                                                                      | 19 февраля 1999  | 067         |
| У Сэйлема депрессия из-за наказания, и он снова хочет хоть немного побыть человеком. Тётушки задумывают вечеринку, а Сабрина с помощью Роланда переносит душу Сэйлема в тело своего одноклассника Горди. Валери мечтает, чтобы Горди пригласил её на танцы, и Сэйлем начинает за ней ухаживать. Спустя некоторое время в нём просыпается диктатор, который собирается с помощью мистера Крафта завоевать мир. Только суд и Роланд останавливают несостоявшегося властелина мира. Приглашённая звезда: Мэри Энн Мобли |            |                                                                                      |                 |                                                                                |                  |             |
| 68 | 18         | «Sabrina, the Teenage Writer» «Сабрина — маленькая писательница»                     | Гэри Халворсон  | Шелдон Булл                                                                    | 26 февраля 1999  | 068         |
| Сабрина получает тройку с минусом за недостаточное раскрытие характеров персонажей в написанном на уроке рассказе. Зельда советует её воспользоваться своей старой пишущей машинкой, но Сабрина по ошибке берёт волшебную машинку Хильды, и герои её шпионского рассказа, написанные с реальных людей, оживают. Научившись раскрывать характеры персонажей, она предотвращает взрыв в школе. Хильда и Зельда получают цепное письмо, но не отправляют ответ, и на них обрушиваются различные напасти. |            |                                                                                      |                 |                                                                                |                  |             |
| 69 | 19         | «The Big Sleep» «Глубокий сон»                                                       | Кеннет Р. Коч   | Шелдон Булл                                                                    | 12 марта 1999    | 069         |
| Чтобы выиграть в соревнованиях по мозговому штурму, Сабрине нужно разгадать фамильную тайну, но она будит тётушку Дорму, и та насылает на дом Спеллманов множество смертельных маков. Пытаясь подготовить к состязаниям Валери, Харви и Либби, а также убрать маки, чтобы спасти Хильду и Зельду, Сабрина получает нервный срыв и ведёт себя на штурме неадекватно. К счастью, подготовка друзей и Либби не оказалась напрасной, и пока Сабрина спала, ребята выиграли приз. |            |                                                                                      |                 |                                                                                |                  |             |
| 70 | 20         | «Sabrina’s Pen Pal» «Подруга по переписке»                                           | Гэри Халворсон  | Келли Бэйкер и Данита Джонс                                                    | 26 марта 1999    | 070         |
| Встретившись со своей подругой по переписке Мартой, работающей в библиотеке другого измерения, Сабрина предлагает ей погостить в своём мире. Попав на Землю, Марта теряет всю свою скромность и начинает воровать драгоценности. Только тогда Сабрина узнаёт, что провезла контрабандой опасную воровку, а следующая цель преступницы — камень Ориона, способный забирать магию других ведьм. Остановив Марту и вернув алмаз, девушка освобождает своих тётушек и мистера Крафта из заключения, в которое те попали по подозрению в краже камня. |            |                                                                                      |                 |                                                                                |                  |             |
| 71 | 21         | «Sabrina’s Real World» «Мир Сабрины»                                                 | Гэри Халворсон  | Чарли Терсек                                                                   | 9 апреля 1999    | 071         |
| Либби назначает Сабрину старостой по безопасности, а Сэйлем в разговоре с телепродюсером предлагает сделать девушку главной героиней реалити-шоу. Узнав о том, что её жизнь показывают по ведовскому телевидению, Сабрина делает всё, чтобы жизнь казалась как можно более скучной, рейтинги упали, и шоу закрыли. Но телепродюсер, наоборот, наполняет обычный распорядок дня приключениями: ядерные отходы, землетрясение и динозавры появляются в школе Сабрины, и она спасает учащихся. Зельда помогает Сабрине справиться с телепродюсером, используя свои временные обязанности вестницы несчастий.                                                                          |            |                                                                                      |                 |                                                                                |                  |             |
| 72 | 22         | «The Long and Winding Shortcut» «Долгий извилистый путь»                             | Гэри Халворсон  | Дэвид Трэйнер                                                                  | 30 апреля 1999   | 072         |
| Чтобы разгадать семейную тайну и принять участие в выборах в другом измерении, Сабрина пытается пойти лёгким путём и привлечь к решению ребуса свою учительницу миссис Квик. Зельда останавливает и наказывает племянницу, отправив в прерии, чтобы девушка научилась решать свои проблемы прямыми способами. Таким образом, Сабрина разгадывает ещё одну часть семейной тайны, но не участвует в выборах, и желанная поправка — разрешение рассказать друзьям о том, что она ведьма, — не получает необходимой поддержки магического сообщества. |            |                                                                                      |                 |                                                                                |                  |             |
| 73 | 23         | «Sabrina, the Sandman» «Сабрина-дрёма»                                               | Гэри Халворсон  | Дэн Берендсен                                                                  | 7 мая 1999       | 073         |
| Сабрина мечтает о кольце и устраивается на работу дрёмой — она помогает людям уснуть. Случайно попав в один из снов своего подопечного, девушка начинает помогать окружающим справиться с проблемами на подсознательном уровне. Тётушкам Сабрины приходит предупреждение о том, что время, отведённое на разгадку семейной тайны, заканчивается, и необходимо поторопить племянницу. Харви скрывает что-то, становится нервным, и Сабрина подозревает измену. Последствием подглядывания за чужими снами становится увольнение, и девушка устраивается работать вместе со своим парнем.                                                                                            |            |                                                                                      |                 |                                                                                |                  |             |
| 74 | 24         | «Silent Movie» «Немое кино»                                                          | Линда Дэй       | Кэрри Хонигблум и Рене Филлипс                                                 | 14 мая 1999      | 074         |
| Зельда ожидает знакомства с бабушкой Крафт и предложения руки и сердца от Уилларда. Хильда и Сабрина в ужасе от предстоящего родства с ним, и накладывают заклятие немоты на себя, но два взаимных заклинания оказываются настолько сильны, что весь дом становится лишь сюжетом для немого кино, в котором главным героем становится Харви, а злодеем — мистер Крафт. Сабрина ожидает признания в любви от Харви, но в условиях немоты не может ответить ему тем же. Финалом немого фильма становится поцелуй Харви и Сабрины, Зельда понимает, что ещё слишком рано ожидать брака с Уиллардом, а очередной родственник приносит следующую подсказку для разгадки семейной тайны. |            |                                                                                      |                 |                                                                                |                  |             |
| 75 | 25         | «The Good, the Bad, and the Luau» «Добрая, злая и луау»                              | Линда Дэй       | Нэнси Коэн                                                                     | 21 мая 1999      | 075         |
| Сабрина с тётями отправляется на Гавайи, чтобы наконец-то разгадать семейную тайну. Получив последнюю подсказку, она узнаёт о том, что в роду Спеллманов всегда рождаются близнецы, причём один из них добрый, а другой злой. Также Сабрина знакомится со своей сестрой Катриной, и теперь суд должен решить, кто из-них добрая ведьма. Помогая Сэйлему, девушка случайно перемещает нерождённых котят его подруги в живот беременной матери Харви. Суд выносит решение не в пользу Сабрины, но последнее испытание доказывает, что она — добрая ведьма, и продолжит жить вместе с Зельдой и Хильдой в Уэстбридже.                                                                 |            |                                                                                      |                 |                                                                                |                  |             |

### Сезон 4 (1999—2000)
| № общий | № в сезоне | Название                                                                       | Режиссёр           | Автор сценария                 | Дата премьеры    | Произв. код |
| --- | ---------- | ------------------------------------------------------------------------------ | ------------------ | ------------------------------ | ---------------- | ----------- |
| 76 | 1          | «No Place Like Home» «В гостях хорошо, а дома лучше»                           | Линда Дэй          | Дэн Берендсен                  | 24 сентября 1999 | 076         |
| Сабрине исполняется восемнадцать лет, но вместо самого лучшего учебного года её ожидает наихудший. Валери уехала на Аляску, друг Харви невзлюбил Сабрину, и из-за этого они постоянно ссорятся, а тётушки развлекаются, не желая поддержать племянницу. Это та сторона, с которой девушка видит происходящее вокруг и уезжает в Париж жить с отцом. На самом деле, все близкие Сабрины очень ценят её и скучают, и вскоре Сабрина возвращается домой, чтобы вместе с Харви пойти на концерт Бритни Спирс. Приглашённая звезда: Бритни Спирс                                                                    |            |                                                                                |                    |                                |                  |             |
| 77 | 2          | «Dream a Little Dreama Me» «Сабрина-наставница»                                | Линда Дэй          | Шелдон Булл                    | 1 октября 1999   | 077         |
| Хильда покупает магазин часов и случайно освобождает молодого футболиста из прошлого, который застрял во времени из-за совершённой ошибки. Сабрине поручают наставничество над юной ведьмой Дримой, которая не умеет колдовать и приносит лишь несчастья. Случайно Дрима вызывает из прошлого двух молодых людей. Брэд, друг Харви, начинает что-то подозревать, увидев странности Сабрины, и Хильда говорит, что у него в крови ген охотника на ведьм и он чувствует магию. Люди из прошлого возвращаются туда, когда обнаруживается, что футболист вместо свидания пошёл на матч, тем самым совершив ошибку. |            |                                                                                |                    |                                |                  |             |
| 78 | 3          | «Jealousy» «Зависть»                                                           | Джефф Мелман       | Фрэнк Коннифф                  | 8 октября 1999   | 078         |
| Харви и Брэд написали статью в газету и дали прочитать Сабрине, которая тут же начинает завидовать Брэду за талант. Зависть разгорается, и вскоре девушку заболевает завиститом, вылечиться от которого можно лишь порадовавшись за успехи других. Уиллард знакомит Зельду со своим братом Уолли, который всю жизнь отбивал девушек у Уилларда, но неожиданно симпатия вспыхивает между Уолли и Хильдой. Зельда завидует ухаживанию Уолли, а Сабрина узнаёт, что было бы, если бы все её желания сбылись, и начинает радоваться за других. Приглашённая звезда: Тара Липински                                  |            |                                                                                |                    |                                |                  |             |
| 79 | 4          | «Little Orphan Hilda» «Сиротка Хильда»                                         | Том Черонес        | Ник Бэкей                      | 15 октября 1999  | 079         |
| К Спеллманам приезжает в гости мать Хильды и Зельды, которую те терпеть не могут. Случайно Сабрина узнаёт, что и Хильда, и Зельда были в детстве удочерены. Потеряв свои родственные связи, женщины начинают исчезать, но совместные воспоминания помогают им вновь обрести друг друга. Вскоре выясняется, что на самом деле они — дети своей матери. Рядом с магазином часов появляется конкурент Хильды, продающий часы с помощью обезьянки. |            |                                                                                |                    |                                |                  |             |
| 80 | 5          | «Spoiled Rotten» «Гнилая и испорченная»                                        | Линда Дэй          | Дэн Берендсен                  | 22 октября 1999  | 080         |
| Сабрина получает свою первую кредитную карту из другого измерения. Начав тратить, она уже не может остановиться. Все готовятся к благотворительной распродаже в пользу Гондураса, но Сабрине жаль отдавать свои новоприобретённые вещи, и она приносит волшебную рухлядь с чердака Спеллманов. Когда хочумания достигает предела, девушка начинает гнить, и чтобы вернуться в прежнее состояние, она собирает все проданные вещи и понимает, что самое главное в жизни — это люди. |            |                                                                                |                    |                                |                  |             |
| 81 | 6          | «Episode LXXXI: The Phantom Menace» «Эпизод 81-й. Призрачная угроза»           | Кеннет Р. Коч      | Чарли Терсек                   | 29 октября 1999  | 081         |
| Сабрина не хочет праздновать Хэллоуин, так как считает, что уже выросла из него, и устраивается на работу в кофейню Джоша. Хозяин оставляет девушку на ночь одну, и тут в кофейню приходят зомби, которые устраивают колоссальный беспорядок. Сэйлем советует Сабрине хорошенько повеселиться, чтобы праздник отступил. Зельда и Хильда разочарованы тем, что уже ничего не боятся, и приглашают на ужина Эдгара Аллана По, но рассказы Сэйлема оказываются намного страшнее историй писателя. |            |                                                                                |                    |                                |                  |             |
| 82 | 7          | «Prelude to a Kiss» «Перед поцелуем»                                           | Дина Мэнофф        | Бетси Борнс                    | 5 ноября 1999    | 082         |
| Хильда и Зельда нанимают домработницу, но из агентства присылают трёх пиратов, которые ранее чуть не разнесли дом Спеллманов. И, хотя женщины решились их нанять, те сами отказываются работать в этом доме. Сабрина разрывается между симпатией и желанием помочь с экзаменом Джошу и любовью к Харви. В конце концов, она не приходит на финальную игру Харви, а когда тот приходит проведать девушку, то застаёт её целующейся с Джошем. Приглашённая звезда: Билли Блэнкс |            |                                                                                |                    |                                |                  |             |
| 83 | 8          | «Aging, Not So Gracefully» «Не такая уж элегантная старость»                   | Кеннет Р. Коч      | Кэрри Хонигблум и Рене Филлипс | 12 ноября 1999   | 083         |
| После злосчастного поцелуя Сабрина не может выбрать между Харви и Джошем, но неожиданно Джош предлагает остаться друзьями из-за возрастных различий, а Харви, обиженный, не хочет оставаться парнем про запас. Через временные часы к Спеллманам попадают Пьер и Мария Кюри. Чтобы повзрослеть, Сабрина пользуется кремом взросления и превращается в дряхлую старушку. В конце концов, Сабрина понимает, что хочет быть с Харви, но узнаёт, что он встречается с другой девушкой. Приглашённая звезда: Пола Абдул                                                                                             |            |                                                                                |                    |                                |                  |             |
| 84 | 9          | «Love Means Having to Say You’re Sorry» «Любовь — это умение сказать «прости»» | Кеннет Р. Коч      | Кэрри Хонигблум и Рене Филлипс | 19 ноября 1999   | 084         |
| Сабрина мечтает помириться с Харви, и к тому же приближается день Благодарения, который она всегда праздновала с его семьёй, но пока ничего не получается. Даже помощь Дримы и путешествие в прошлое не спасли положение. К счастью, Сабрина решила послушаться совета тётушек и вернуть любовь так, как это делают смертные — то есть просто сказать «прости». После примирения Харви и Сабрина отмечают праздник в доме Спеллманов, где прибывшие из прошлого пилигримы приготовили ужин, а Хильда и Зельда больше не злятся на пуритан, ненавидевших ведьм.                                                 |            |                                                                                |                    |                                |                  |             |
| 85 | 10         | «Ice Station Sabrina» «Сабрина во льду»                                        | Джефф Мелман       | Шелдон Булл                    | 26 ноября 1999   | 085         |
| Харви приглашает Сабрину на романтический уикэнд в домик в горах, чтобы покататься на лыжах. В последний момент оказывается, что их повезёт Брэд. В пути Сабрина старается осторожнее пользоваться магией, но внезапно машина ломается. Друзья залезают на заброшенную вышку в лесу и застревают там. Когда вышка начинает раскачиваться и падает, Сабрине приходится воспользоваться магией, чтобы спастись самой и спасти друзей. В это время Хильда и Зельда спешат на помощь племяннице с отчимом Брэда и в последний момент спасают Сабрину от разоблачения.                                              |            |                                                                                |                    |                                |                  |             |
| 86 | 11         | «Salem and Juliette» «Сэйлем и Джулиет»                                        | Кеннет Р. Коч      | Кэрри Хонигблум и Рене Филлипс | 10 декабря 1999  | 086         |
| Сабрина хочет написать статью о мистер Крафте, который, по её мнению, продаёт мясо для учеников куда-то на сторону. У Сэйлема планируется встреча выпускников, но ему не с кем пойти, и он очень расстроен. К счастью, кошка Дримы Джулиет соглашается идти с ним, но не потому, что он ей нравится, а затем, чтобы отомстить одному из своих бывших парней. Хильда и Зельда собираются открыть магазин часов в другом измерении, но сами попадают в часы. |            |                                                                                |                    |                                |                  |             |
| 87 | 12         | «Sabrina, Nipping at Your Nose» «Сабрина, ущипни себя за нас»                  | Энсон Уильямс      | Фрэнк Коннифф                  | 17 декабря 1999  | 088         |
| Приближается Рождество, и Зельда выигрывает в радиовикторине билеты на Ямайку. Постоянно идёт снег, и все аэропорты закрыты. Тогда Сабрина с помощью колдовства прекращает снегопад, и в наказание должна поднять настроение мистеру Крафту. Проникнувшись его несчастьем, она отдаёт ему билет Харви, но поскольку Хильда не хочет с ним лететь, она наколдовывает продолжение снегопада. |            |                                                                                |                    |                                |                  |             |
| 88 | 13         | «Now You See Her, Now You Don’t» «Видишь Сабрину? А теперь?»                   | Шелдон Булл        | Чарли Терсек                   | 7 января 2000    | 088         |
| Чтобы влезть в бальное платье и стать королевой бала, Сабрина начинает худеть с помощью магических коктейлей. В конце концов, она исчезает и теперь не может присутствовать на своей собственной победе. К счастью, Сабрина осознаёт свои достоинства и становится видимой. Хильда превращает в таракана амбициозного владельца универмага, чтобы он почувствовал своё ничтожество. |            |                                                                                |                    |                                |                  |             |
| 89 | 14         | «Super Hero» «Супергерой»                                                      | Мелисса Джоан Харт | Ник Бэкей                      | 21 января 2000   | 089         |
| Уиллард Крафт недоволен своей жизнью и берёт отпуск, чтобы понять, чем он хочет заниматься в будущем. Чтобы помочь ему определиться, Сабрина накладывает на него заклинание, помогающее вспомнить и осуществить детскую мечту. К несчастью, часть заклинания попадает на Харви, и тот становится супергероем. Крафт же хочет пересечь океан на самолёте, не умея летать, и только новые способности Харви помогают Сабрине и Уилларду не разбиться. |            |                                                                                |                    |                                |                  |             |
| 90 | 15         | «Love in Bloom» «Любовь в цвету»                                               | Джефф Мелман       | Дэн Берендсен                  | 11 февраля 2000  | 090         |
| Накануне дня святого Валентина в дом Спеллманов приходит анонимная валентинка, а у Сабрины начинается непонятная болезнь, которая выражается в икании сердечками и слишком громком биении сердца. Тёти вызывают помощника Купидона, которым оказывается старый знакомый Роланд, и все понимают, что причиной недомогания является то, что за сердце Сабрины борются два смертных — Харви и Джош, и если один из них не разлюбит девушку, её сердце окаменеет. С помощью всё того же Роланда Харви влюбляется в Зельду, а Джош — в Хильду.                                                                      |            |                                                                                |                    |                                |                  |             |
| 91 | 16         | «Welcome Back, Duke» «С возвращением, Дюк»                                     | Кеннет Р. Коч      | Мириам Трогдон                 | 25 февраля 2000  | 091         |
| Сабрина собирается поступать в Адамс, но там требуются люди, занимающиеся искусством. Тогда она начинает готовиться к прослушиванию в мюзикл вместе с Харви. Возвращается в человеческое обличья сообщник Сэйлема, Дюк, который хочет стать полезным членом общества, но вместо этого нечаянно мешает Сабрине репетировать. В конце концов он лишает Харви способности танцевать с Сабриной прямо перед прослушиванием, но помогает ей сам и наконец-то находит своё призвание. |            |                                                                                |                    |                                |                  |             |
| 92 | 17         | «Salem’s Daughter» «Дочь Сэйлема»                                              | Джефф Мелман       | Шелдон Булл                    | 3 марта 2000     | 092         |
| Сабрина узнаёт о том, что у Сэйлема есть дочь, которая скоро выйдет замуж. Пытаясь помирить отца с дочерью, он соглашается помочь с организацией свадьбы и становится подружкой невесты. Харви обнаруживает свадебные журналы в их общем шкафчике и подозревает, что сама Сабрина собирается выйти за него замуж. После треволнений потусторонней свадьбы Сабрина разговаривает с Харви, и они обещают друг другу, что свадьба состоится, но в неопределённом будущем. |            |                                                                                |                    |                                |                  |             |
| 93 | 18         | «Dreama, the Mouse» «Мышка Дрима»                                              | Кеннет Р. Коч      | Чарли Терсек                   | 17 марта 2000    | 093         |
| Сабрина заболевает весенней лихорадкой, нетерпеливо ожидая дня прогулов, и заражает Дриму. Мистер Крафт отменяет день прогулов, и девушки обречены. Дэйв случайно называет Дриму ведьмой, и та превращается в мышь. Зельда, желающая стать целительницей, готовит операцию по извлечению охотничьего гена, но молния ударяет её током. Сабрина, которая никак не может сосредоточиться, напрягается и проводит операцию. Дрима вновь становится человеком. |            |                                                                                |                    |                                |                  |             |
| 94 | 19         | «The Wild, Wild Witch» «Дикая, дикая ведьма»                                   | Шелдон Булл        | Шелдон Крэснор и Дэвид Сэйлинг | 31 марта 2000    | 094         |
| Сабрина ничего не успевает делать: работа в кафе, в школьной газете, учёбе. К тому же, она с нетерпением ожидает прогулки, но постоянные указания и правила тётушек, по её мнению, мешают жить. Чтобы помочь понять ценность правил, Зельда и Хильда совершают волшебство, и Сабрина попадает на Дикий Запад, где масса правил, в качестве шерифа. Сначала она отменяет все правила, но последующие события меняют её мнение, и вернувшись домой, она признаёт ценность советов тётушек. |            |                                                                                |                    |                                |                  |             |
| 95 | 20         | «She’s Baaaack!» «Она вернууулась!»                                            | Леонард Гарнер     | Кэрри Хонигблум и Рене Филлипс | 14 апреля 2000   | 095         |
| В гости приезжает кузина Сабрины, Аманда, которая вначале ведёт себя приветливо, но потом начинает заигрывать с Харви. Она накладывает заклинание грубияна на Джоша, чтобы избавиться от Сабрины, и переправляет себя и Харви на девятое облако. Сабрина находит их и возвращает Харви назад. В конце концов, она заставляет Аманду понять, что та ещё совсем ребёнок. Хильда и Зельда оказываются запертыми в лампе джина, и Сабрине приходится разбить сосуд, чтобы освободить их. |            |                                                                                |                    |                                |                  |             |
| 96 | 21         | «The Four Faces of Sabrina» «Четыре лика Сабрины»                              | Генри Уинклер      | Шелдон Булл                    | 28 апреля 2000   | 096         |
| Приходят письма из колледжей, но Сабрина разрывается: Зельда хочет, чтобы та училась в Университете Другого Измерения, Джош — в Эмерсоновском колледже, Харви мечтает учиться вместе с ней в Бостонском колледже, а Хильда хочет, чтобы племянница отправилась автостопом. Выбор так тяготит Сабрину, что она разрывается на четыре составляющих и пытается угодить всем. На выпускном вечере она обретает себя и принимает трудное решение — учиться в университете Адамса. |            |                                                                                |                    |                                |                  |             |
| 97 | 22         | «The End of an Era» «Конец эпохи»                                              | Леонард Гарнер     | Фрэнк Коннифф                  | 5 мая 2000       | 097         |
| Сабрине становится всё сложнее уговаривать Харви не цепляться к Джошу, и она пытается сделать их друзьями. Результат ей не нравится, поэтому она прибегает к заклинанию, чтобы определиться между двумя парнями. После испытаний она по-прежнему не может определиться, но теперь уже приходится объяснять Харви, что она ведьма. Сэйлем боится, что после отъезда Сабрины Хильда и Зельда выгонят его из дома, а сами сёстры пытаются выбрать подарок племяннице. |            |                                                                                |                    |                                |                  |             |

### Сезон 5 (2000—2001)
| № общий | № в сезоне | Название                                                                                           | Режиссёр           | Автор сценария            | Дата премьеры    | Произв. код |
| --- | ---------- | -------------------------------------------------------------------------------------------------- | ------------------ | ------------------------- | ---------------- | ----------- |
| 98 | 1          | «Every Witch Way but Loose» «Ведьма начинает новую жизнь и переезжает»                             | Энсон Уильямс      | Брюс Фербер и Марли Симс  | 22 сентября 2000 | 098         |
| После прошлогоднего расставания с Харви Сабрина потихоньку приходит в себя и собирается переехать в общежитие колледжа. Из-за того, что она не позаботилась об этом заблаговременно и из-за колдовства тётушек отъезд временно откладывается. К счастью, освобождается место в общежитии, и Сабрина перебирается в домик общежития, где знакомится с Морган, Рокси и Майлзом, и хотя возникают первые трения с новыми соседями, в конце концов всё налаживается.                                                       |            | |                    |                           |                  |             |
| 99 | 2          | «Double Time» «Двойное время»                                                                      | Джефф Мелман       | Дэн Берендсен             | 29 сентября 2000 | 099         |
| После первого дня учёбы Сабрина получает множество домашних заданий и, не успев всё сделать, отправляется на вечеринку с Морган. В итоге она ничего не успевает и, проснувшись утром, произносит заклинание двойного времени. Теперь она всё может сделать вовремя, но не знает, что тем самым отняла время у Рокси и Майлза. Зельда устраивается работать в колледж Сабрины, а Хильда покупает кофейню, где работает Сабрина. Тётушки помогают племяннице исправить положение.                                        |            | |                    |                           |                  |             |
| 100 | 3          | «Heart of the Matter» «Суть проблемы»                                                              | Эндрю Цао          | Сюзанн Гангурски          | 6 октября 2000   | 100         |
| Сабрина волнуется из-за того, что не может ответить положительно на предложения парней о свидании. Тогда она произносит заклинание, после которого соглашается пойти на свидание с каждым, кто предложит. В результате у неё происходит искривление шеи, а Зельда помогает понять, что это из-за разногласий между головой и сердцем. После того, как Сабрина начинает прислушиваться к голосу сердца, она осознаёт, что её нравится Джош, но тот уже встречается с Морган.                                            |            | |                    |                           |                  |             |
| 101 | 4          | «You Can’t Twin» «Только не близнец»                                                               | Кеннет Р. Коч      | Рут Беннетт               | 13 октября 2000  | 101         |
| У Сабрины появляются проблемы с соседками: она по-прежнему влюблена в Джоша, и ревнует его к Морган; постирав футболку Рокси, сталкивается с острой неприязнью; Майлз собирается снимать метеоритный дождь и выморозить комнату. Отправившись в парк аттракционов, девушка сталкивается со своей сестрой-близнецом, Катриной, и та меняет их паспорта. Сабрина попадает в тюрьму, а её сестра портит все отношения с людьми. Вернувшись с помощью тётушек, он исправляет ситуацию.                                     |            | |                    |                           |                  |             |
| 102 | 5          | «House of Pi’s» «Общество Май Пай»                                                                 | Эндрю Цао          | Лори Джелман              | 20 октября 2000  | 102         |
| Сабрина и Рокси хотят стать журналистами студенческой газеты, но руководитель ставит их в пару и даёт задание написать очерк. Им приходит в голову разоблачить студенческой общество Май Пай как сборище снобов, но оказывается, что это не так. Тогда девушки узнают о том, что для вступления в общество необходимо выполнить домашнюю работу старших членов. С подачи Сабрины, новички бунтуют, и об этом пишет Бостон Таймс. В конце концов, девушки становятся журналистками, написав очерк о развлечениях.       |            | |                    |                           |                  |             |
| 103 | 6          | «The Halloween Scene» «Сцена Хэллоуина»                                                            | Мелисса Джоан Харт | Джон Вандергрифф          | 27 октября 2000  | 103         |
| Сабрина хочет весело отпразновать Хэллоуин с друзьями, но они не очень то любят этот праздник, а тетушки отправляются на открытие новой галактики. Тогда девушка решает закатить в доме Спеллманов вечеринку года и нанимает туда монстров, однако вскоре в другом измерении узнают что у Сабрины лучшая вечеринка в мире и в дом прибывает еще больше монстров, все оборачивается катастрофой, а тут еще и вернулись тетушки. К счастью Сабрина смогла все исправить и даже помирить Франекенштейна и его жену.       |            | |                    |                           |                  |             |
| 104 | 7          | «Welcome, Traveler» «Приветствуем тебя, путник»                                                    | Брайан Робертс     | Адам Инглэнд              | 3 ноября 2000    | 104         |
| Сабрина хочет помочь Майлзу приобрести новых друзей и невольно подталкивает его ко вступлению в секту, возглавляемую Джимом Томом. Сэйлем случайно раскрывает свой секрет продавцу китайской еды, и тот собирается заработать на говорящем коте. Встретившись с главой секты, разносчик продаёт кота. Сабрина раскрывает сектантам сущность Джима Тома, и, испугавшись, тот становится разносчиком пиццы. |            | |                    |                           |                  |             |
| 105 | 8          | «Some of My Best Friends Are Half-Mortals» «Некоторые из моих лучших друзей — наполовину смертные» | Джойси Джиттлин    | Бэрри Виджон и Том Уолла  | 10 ноября 2000   | 105         |
| Сабрина знакомится с сыном дантиста из другого измерения — колдуном Дереком. Сначала всё складывается отлично, но познакомившись с его родителями, Сабрина понимает, что это семь расистов, которые ненавидят смертных и наполовину смертных. Хотя Дерек говорит, что для него это не важно, Зельда и Хильда вызывают его на откровенный разговор, который слышит Сабрина, после чего отношения заканчиваются. |            | |                    |                           |                  |             |
| 106 | 9          | «Lost @ C» «Большая жирная тройка»                                                                 | Брайан К. Робертс  | Адам Инглэнд              | 17 ноября 2000   | 106         |
| Сабрина получает тройку по английской литературе и не понимает, почему. Профессор Карлин советует ей быть усидчивее, и Сабрина просит совета у Зельды. Тётушка идёт поговорить с профессором, но встретившись, они забывают обо всём на свете и начинают встречаться. Сабрина получает пятёрку, но боится, что это заслуга тёти. Тогда она просит профессора перепроверить работу. Карлин и Зельда ссорятся, но Сабрина всё равно получает пятёрку. Сэйлем начинает собственный бизнес и встречается со старым другом. |            | |                    |                           |                  |             |
| 107 | 10         | «Sabrina’s Perfect Christmas» «Идеальное Рождество Сабрины»                                        | Энсон Уильямс      | Джон Вандергрифф          | 15 декабря 2000  | 107         |
| Приближается Рождество, и Сабрине надоело проводить его со своей семьёй. Морган приглашает её к себе домой, и девушка с Сэйлемом отправляется в Вермонт. Хильда находит Рокси дома и зовёт к себе провести праздник, и сёстры Спеллман устраивают идеальное Рождество для девушки. А Сабрина понимает, что лучше бы она осталась дома: семейка Морган оказалась ещё хуже, чем её собственная. Вернувшись домой, Сабрина просит прощения у тётушек.                                                                     |            | |                    |                           |                  |             |
| 108 | 11         | «My Best Shot» «Мой лучший снимок»                                                                 | Мелисса Джоан Харт | Сюзанн Гангурски          | 12 января 2001   | 108         |
| Джош увлекается фотографией и устраивает выставку в кафе. С помощью колдовства Сабрина заставляет одного из посетителей купить один из снимков за тысячу долларов. Джош зазнаётся и, оскорбив Хильду, увольняется из кафе, чтобы организовать персональную выставку. Там он понимает, что является весьма посредственным фотографом и, извинившись перед Хильдой, возвращается на работу. Зельда снимается в рекламе кошачьего корма.                                                                                  |            | |                    |                           |                  |             |
| 109 | 12         | «Tick-Tock, Hilda’s Clock» «Тик-так, где часы Хильды?»                                             | Аманда Бирз        | Лори Джелман              | 19 января 2001   | 109         |
| Сабрина устраивает Хильде вечеринку в честь 650-летия, после которой тётушка впадает в депрессию и отправляется к врачу. Доктор берёт на ремон её биологические часы, без которых женщина становится неуправляемой. Сабрина забирает часы из клиники, но случайно теряет пакет в кафе. Теперь Хильда должна выйти замуж в течение 48 часов и зачать ребёнка, иначе навсегда останется бездетной. К счастью, Джош вовремя возвращает часы.                                                                              |            | |                    |                           |                  |             |
| 110 | 13         | «Sabrina’s New Roommate» «Новая соседка Сабрины»                                                   | Брайан К. Робертс  | Рут Беннетт               | 26 января 2001   | 110         |
| Хильда ломает пол в доме, и Зельда переезжает к Сабрине. Сначала она пытается упорядочить жизнь племянницы, но затем проникается духом свободы и начинает вести себя развязно, посещает вечеринки и встречается с 22-летним мужчиной. К счастью, сестра и племянница помогают её вовремя понять, кто она, и не разрушить себя. |            | |                    |                           |                  |             |
| 111 | 14         | «Making the Grade» «Добиваясь успеха»                                                              | Бет Бродерик       | Лори Джелман              | 2 февраля 2001   | 111         |
| Сабрина узнаёт, что преподаватели делают послабления в учёбе для спортсменов, и пишет об этом статью в газету. Это не приводит к ожидаемым результатам: теперь Рокси может потерять стипендию, а команда колледжа проиграть матч. Чтобы справиться с неприятностями, Сабрина помогает Райану, подающему команды, написать сочинение по Гамлету, и Рокси — справиться с шаром для боулинга. |            | |                    |                           |                  |             |
| 112 | 15         | «Love Is a Many Complicated Thing» «Любовь — это очень непросто»                                   | Джойс Джиттлин     | Дэн Берендсен             | 9 февраля 2001   | 112         |
| Сабрина по-прежнему влюблена в Джоша, когда узнаёт, что у него намечается романтическое свидание с Морган. На свидании она узнаёт, что Морган влюблена в Джоша, а Джош, напротив, собирается расстаться с Морган. Чтобы не мучиться угрызениями совести, она помогает ребятам помириться, а сама завязывает отношения с Кевином. Зельда встречается с почтальоном. |            | |                    |                           |                  |             |
| 113 | 16         | «Sabrina, the Muse» «Сабрина-муза»                                                                 | Энсон Уильямс      | Сюзанн Гангурски          | 16 февраля 2001  | 113         |
| Отношения Сабрины и Кевина продолжают развиваться, и Кевин считает свою девушку музой. Сначала это льстит Сабрине, но затем она начинает чувствовать большой груз ответственности за это звание и пытается подстроиться под парня. В конце концов, поняв, что он не слышит от неё ничего кроме похвал своей музыке, девушка разрывает отношения. Тогда Кевин просит прощения, и ребята вновь идут на свидание. Хильда боится смерти, но побывав в загробном царстве, перестаёт страшиться неизбежного.                 |            | |                    |                           |                  |             |
| 114 | 17         | «Beach Blanket Bizarro» «Отдых в стиле 50-х»                                                       | Энсон Уильямс      | Бэрри Виджон и Том Уолла  | 23 марта 2001    | 114         |
| Сабрина с друзьями и Кевином отправляются отдыхать во Флориду, но Хильда и Зельда боятся последствий и превращают место отдыха в чистое развлечение — вечеринку в стиле 50-х, с причёсками, костюмами и без серьёзных отношений. Всем, кроме Сабрины и Джоша, нравится новый стиль развлечений, но Сабрина не может серьёзно поговорить с Кевином, а Джош — провести время с Морган. Теперь Джош и Сабрина ещё сильнее тянутся друг к другу. Приглашённая звезда: Фрэнки Авалон                                        |            | |                    |                           |                  |             |
| 115 | 18         | «Witchright Hall» «Колдовской дом»                                                                 | Кеннет Р. Коч      | Брюс Фербер и Марли Симс  | 6 апреля 2001    | 115         |
| Приезжает Аманда, кузина Сабрины. Её мать вышла замуж в девятнадцатый раз, и девочка отказывается жить с новым отчимом. Теперь она должна жить с Хильдой и Зельдой. Сёстры не в восторге от подобного соседства и просят Сабрину устроить кузину в «Колдовской дом», где профессор Хекстон занимается трудным подростками — колдунами и ведьмами. Сначала профессор отказывается, но желание Аманды остаться меняет его мнение.                                                                                        |            | |                    |                           |                  |             |
| 116 | 19         | «Sabrina, the Activist» «Сабрина-активистка»                                                       | Кеннет Р. Коч      | Дэн Берендсен             | 27 апреля 2001   | 116         |
| Сабрина в депрессии из-за учёбы, Кевина, Харви и Джоша, а тётя Зельда советует ей помочь кому-то ещё. Чтобы помочь жителям дома, который сносит руководство колледжа, Сабрина проводит митинг в их поддержку. Вначале руководство не реагирует, но с приездом телевидения они соглашаются найти новое жильё для выселенных людей. Джош из-за митинга расстаётся с Морган. Зельда пытается с помощью Сэйлема купить машину.                                                                                             |            | |                    |                           |                  |             |
| 117 | 20         | «Do You See What I See?» «Ты видишь то же, что и я?»                                               | Кеннет Р. Коч      | Джон Вандергрифф          | 4 мая 2001       | 117         |
| Хильда начинает встречаться с мужчиной с Венеры с летающим кадиллаком, но ей больше нравится машина, чем её владелец. Перед докладом по астрономии Майлз видит кадиллак в небе и рассказывает в колледже, из-за чего становится посмешищем. Тогда он решает пойти по стопам отца и стать бухгалтером. Сабрина пытается убедить его не отказываться от своей мечты и признаётся, что тоже его видела. Майлз думает, что Сабрина в него влюблена. Харви звонит Сабрине и просит прощения за прошлое.                     |            | |                    |                           |                  |             |
| 118 | 21         | «Sabrina’s Got Spirit» «В Сабрину вселился дух»                                                    | Кеннет Р. Коч      | Дэн Каэл и Грант Ньепорте | 11 мая 2001      | 118         |
| Ребята устраивают гавайскую вечеринку, после которой Майлз решает проверить дом на наличие сверхъестественного специальным прибором. Конечно же, прибор указывает на Сабрину, но девушка вскоре понимает, что кроме неё в этом доме есть ещё один источник сверхъестественного — привидение Марв. Затем Майлз, Рокси и Морган прогоняют Сабрину из дома, но сделав одолжение Марву, девушка разубеждает друзей и возвращается к ним.                                                                                   |            | |                    |                           |                  |             |
| 119 | 22         | «Finally!» «Ну наконец-то!»                                                                        | Брайан К. Робертс  | Адам Инглэнд              | 18 мая 2001      | 119         |
| Сабрине приходит в голову устроить пятиминутные свидания в кафе, но после этого она ссорится с Джошем, друг которого не позвонил Рокси, чтобы отменить свидание. К счастью, после следующей серии свиданий они мирятся и целуются. Сэйлема переводят на попечение к другим людям, где он попадает в трудовой лагерь. К счастью, Хильда и Зельда помогают его вызволить. |            | |                    |                           |                  |             |

### Сезон 6 (2001—2002)
| № общий | № в сезоне | Название                                                              | Режиссёр           | Автор сценария              | Дата премьеры   | Произв. код |
| --- | ---------- | --------------------------------------------------------------------- | ------------------ | --------------------------- | --------------- | ----------- |
| 120 | 1          | «Really Big Season Opener» «Настоящее открытие сезона»                | Эндрю Цао          | Джон Вандергрифф            | 5 октября 2001  | 120         |
| Майлз собирается снимать фильм ужасов, продюсером которого выступает Сабрина, которая никак не может найти актёра на роль вампира и даёт объявление в газете. Приходит настоящий вампир, и теперь Сабрине нельзя допустить, чтобы он укусил кого-то из людей. Он убивает его, а роль вампира исполняет перевоплотившаяся Хильда, которая вместе с Зельдой вернулась с урока пугания детей. |            |                                                                       |                    |                             |                 |             |
| 121 | 2          | «Sabrina’s Date with Destiny» «Свидание с судьбой»                    | Кеннет Р. Коч      | Адам Инглэнд                | 12 октября 2001 | 121         |
| Возвращается Джош, и Сабрина счастлива вновь его видеть, но Джошу предлагают работу в Праге, и он хочет согласиться. Чтобы сделать выбор, Сабрина назначает свидание с судьбой, и судьба показывает, что будет, если Сабрина на семестр переведётся в Прагу, чтобы быть вместе с Джошем. Тогда Сабрина отпускает своего парня, но Джош, готовый согласиться, отказывается от предложения по собственному желанию. Зельда всеми силами пытается завоевать грант для научного факультета, судьба которого зависит от директора университета, но тот встречается с Хильдой.                                                                                                |            |                                                                       |                    |                             |                 |             |
| 122 | 3          | «What’s News» «Какие новости?»                                        | Мелисса Джоан Харт | Дэн Берендсен               | 19 октября 2001 | 122         |
| Джош устраивается на работу в газету, главный редактор которой, Майк Шелби, в плохих отношениях с женой и заставляет Джоша выслушивать свои жалобы на жизнь. Теперь Джош и Сабрина почти не видятся, а когда Майк приходит на двойное свидание Джоша и Сабрины с Морган и Харви, Сабрина применяет колдовство. В конце концов, Джош увольняется из газеты, но Майк не отпускает его и начинает уважать. Майлз пытается привлечь внимание понравившейся девушки и собирает мнение женской половины о том, каким должен быть мужчина. |            |                                                                       |                    |                             |                 |             |
| 123 | 4          | «Murder on the Halloween Express» «Убийство в Хэллоуинском экспрессе» | Кеннет Р. Коч      | Дэн Берендсен               | 26 октября 2001 | 123         |
| Сабрина мечтает об идеальном Хэллоуине, но никто из друзей не поддерживает её. Тогда она предлагает пойти на Хэллоуинский загадочный экспресс и поразвлечься, не зная, что это аттракцион из другого мира. Когда она это понимает, все уже исполняют свои роли из 20-х, а Джош убит. Теперь Сабрина пытается раскрыть преступление, но получается плохо. К ней присоединяются тёти и Сэйлем, который в конце концов и разоблачает преступника — Сабрину. |            |                                                                       |                    |                             |                 |             |
| 124 | 5          | «The Gift of Gab» «Дар болтливости»                                   | Брайан Робертс     | Брюс Фербер и Марли Симс    | 2 ноября 2001   | 124         |
| Сабрина и Рокси начинают вести шоу на студенческом радио, но Сабрине приходится признать, что ей не дано вести спонтанный разговор. Тогда с помощью колдовства она приобретает дар болтливости, но всё происходит не так как хотелось, и Сабрина уходит из шоу. Майлз покупает картонную фигуру Эдриенн Барбо, но ему приходится с ней расстаться, когда её перекупает сама Барбо. В дом Хильды и Зельды попадает пёс из другого мира, который собирается выгнать Сэйлема. К счастью, его вовремя разоблачают. Приглашённая звезда: Эдриенн Барбо |            |                                                                       |                    |                             |                 |             |
| 125 | 6          | «Thin Ice» «Тонкий лёд»                                               | Эндрю Цао          | Рут Беннетт                 | 9 ноября 2001   | 125         |
| Харви получает травму и не может кататься, тогда Сабрина помогает ему, принеся коньки Гермеса, и Харви забивает рекордное количество шайб. После матча тренер забирает коньки и бронзирует их, а Сабрина получает наказание от Зевса — целый месяц она должна выполнять обязанности Гермеса и разносить почту. Хильда помогает племяннице избавиться от наказания, а сама девушка налаживает отношения с Джошем. Сэйлем клонирует себя, чтобы поиздеваться над Хильдой и Зельдой. |            |                                                                       |                    |                             |                 |             |
| 126 | 7          | «Hex, Lies & No Videotape» «Ведьма, ложь и запрет на видео»           | Мелисса Джоан Харт | Сюзанн Гангурски            | 16 ноября 2001  | 126         |
| Джош помогает Сабрине устроиться на работу в его газету, но девушка не хочет, чтобы все знали об их отношениях. Её начальница Ребекка хочет пригласить Джоша на свидание, и Сабрина настолько запутывается в своей лжи, что попадает в паутину. Тогда она решается сказать всем правду. Хильда берёт на древнеримский рынок Морган, но теряет её, и только помощь Зельды помогает вернуть девушку. |            |                                                                       |                    |                             |                 |             |
| 127 | 8          | «Humble Pie» «Смирительный пирог»                                     | Брайан К. Робертс  | Лори Джелман                | 7 декабря 2001  | 127         |
| Сабрина уговаривает Рокси и Майлза одолжить деньги Морган, чей отец лишил её содержания. Сначала Морган ведёт себя так, будто у неё много наличности, и тратит её на всё подряд, но затем отец отказывается дать ей денег, и ей приходится искать работу. Девушке всё не нравится, и Сабрина даёт ей поесть смирительного пирога, чтобы Морган стала скромной. Это срабатывает, но ненадолго. Зельда по-прежнему встречается с Артуром и не знает, что мужчина относится к ней очень серьёзно. |            |                                                                       |                    |                             |                 |             |
| 128 | 9          | «A Birthday Witch» «День рождения ведьмы»                             | Кеннет Р. Коч      | Адам Инглэнд                | 11 января 2002  | 128         |
| Сабрина приглашает на свой день рождения Джоша, но бабушка Ирма, глава клана, требует привести Харви, чтобы он доказал, что сохранит секрет Сабрины. Рокси приглашает Исаака, своего друга, на ужин, но он не приходит, и тогда она с Майлзом отправляется кормить малоимущих. Джош, приехав, чтобы отдать подарок, видит обнимающихся Сабрину и Харви. Харви проходит испытание Ирмы, а Сабрина мирится с Джошем и приглашает его на ужин. Исаак всё-таки приезжает, и все присутствуют на выступлении его группы. Приглашённая звезда: Исаак Хэнсон (из группы Hanson)                                                                                                |            |                                                                       |                    |                             |                 |             |
| 129 | 10         | «Deliver Us from E-mail» «Вирус из электронной почты»                 | Энсон Уильямс      | Дэн Каэл                    | 18 января 2002  | 129         |
| Сабрина придумывает новые идеи для газеты, но сестра Катрина насылает на неё вирус пустоголовости, и теперь умная девушка стала пустоголовой дурочкой. Харви вовремя замечает изменения и приводит её к тётушкам, которые помогают Сабрине вновь обрести себя. Девушка реабилитируется в глазах Майка и мирится с Джошем. У Хильды новое увлечение, вязание, которое вскоре превращается в патологию. |            |                                                                       |                    |                             |                 |             |
| 130 | 11         | «Cloud Ten» «Десятое облако»                                          | Бет Бродерик       | Лори Джелман                | 25 января 2002  | 130         |
| У Сабрины проблемы: начальник не хочет печатать её статью, подруги и тёти не желают её слушать, и тогда она отправляется на десятое облако, чтобы расслабиться и отвлечься от забот. После жёсткого приземления она выслушивает себя и понимает, что всё не так уж плохо, а вернувшись узнаёт, что её статью напечатает, а Рокси — по-прежнему её лучшая подруга. Хильда пытается купить дом, но после разногласий с Зельдой отказывается от этой идеи. |            |                                                                       |                    |                             |                 |             |
| 131 | 12         | «Sabrina and the Candidate» «Сабрина и кандидат в городской совет»    | Энсон Уильямс      | Джон Вандергрифф            | 1 февраля 2002  | 131         |
| Приближаются выборы в городской совет, и Зельда с Сабриной поддерживают кандидата Роберта Расселла. Хильда обижается на него и выдвигает свою кандидатуру на выборы. Сабрина обнаруживает, что кандидат даёт деньги бывшему уголовнику и пишет разоблачающую статью, но при следующей проверке осознаёт, что он просто помогает малоимущим людям анонимно. Тогда приносит извинения и, чтобы восстановить репутацию Расселла, проводит вместе с Рокси дебаты между кандидатами. Расселл выигрывает. |            |                                                                       |                    |                             |                 |             |
| 132 | 13         | «I Think I Love You» «Я люблю тебя»                                   | Билл Лэйтон        | Бэрри Виджон и Том Уолла    | 15 февраля 2002 | 132         |
| Джош признаётся Сабрине в любви, но она не может ответить ему нормальным голосом, и он решает, что девушка издевается. Чтобы победить это, Сабрина отправляется к доктору любви, но и тот ничем не помогает. Тогда она решает рассказать Джошу о том, что она — ведьма, но тот не верит, и в момент расставания у Сабрины получается сказать о своих чувствах. Морган пытается обмануть Хильду и Зельду, настроив их друг против друга, но правда выходит наружу. Приглашённая звезда: Ашер в роли доктора любви |            |                                                                       |                    |                             |                 |             |
| 133 | 14         | «The Arrangement» «Брак по сговору»                                   | Кеннет Р. Коч      | Розалинд Мур                | 22 февраля 2002 | 133         |
| Тётя Ирма решает выдать Сабрину замуж за Питера, колдуна из могущественной семьи, но при встрече Рокси и Питер влюбляются друг в друга и очень скоро объявляют о своей помолвке. Тётя Ирма угрожает отправить Питера в ссылку и испортить жизнь любой смертной, если Питер решит на таковой жениться. Наступает день свадьбы, и Сабрина решает выйти замуж за Питера, чтобы Рокси и Питер были счастливы. К счастью, церемонию отменяют, а Рокси и Питер откладывают помолвку. |            |                                                                       |                    |                             |                 |             |
| 134 | 15         | «Time After Time» «Изменить прошлое»                                  | Джефф Мелман       | Дэн Берендсен               | 15 марта 2002   | 134         |
| Зельда расстаётся с профессором Карлином и вспоминает свои отношения с Габриэлем, поэтом, который когда-то делал ей предложение, но она отказалась. Сабрина, увидев это, возвращается в прошлое и уговаривает Зельду ответить согласием. Попав обратно, она не узнаёт реальность: Зельда живёт с мужем в их доме, Сабрина под присмотром полиции живёт с Хильдой и Сэйлемом и работает, разнося заказы, также она не учится, а Хильда работает чревовещателем. Снова вернувшись назад в прошлое, она исправляет свою ошибку. |            |                                                                       |                    |                             |                 |             |
| 135 | 16         | «Sabrina and the Kiss» «Сабрина и поцелуй»                            | Джефф Мелман       | Сюзанн Гангурски            | 22 марта 2002   | 135         |
| В кафе приходит бывший парень Сабрины, Дерек, и целует её. Девушка сразу же его отталкивает и после раздумий решается рассказать об этом Джошу. Парень говорит, что верит ей, но Сабрине кажется, что его реакция была недостаточно эмоциональной. Тогда она обращается к автору любовных романов, Франческе, с просьбой переписать характер Джоша. После нескольких неудачных попыток Сабрина понимает, что у Джоша и так идеальный характер, в котором ничего не нужно менять. |            |                                                                       |                    |                             |                 |             |
| 136 | 17         | «The Competition» «Соперничество»                                     | Кеннет Р. Коч      | Рут Беннетт                 | 5 апреля 2002   | 136         |
| После игры в теннис с Джошем Сабрина понимает, что ей не хватает духа соперничества. Тогда она выпивает напиток соперничества и становится слишком агрессивной. После матча парами с родителями Джоша и выигрыша у мужчин отец Джоша уходит от жены. Сабрина начинает понимать, что вела себя ужасно и исправляет допущенные ошибки, выпив напиток антисоперничества. Родители Джоша снова вместе, а сам Джош обещает не становиться похожим на своего отца. Приглашённая звезда: Энди Роддик |            |                                                                       |                    |                             |                 |             |
| 137 | 18         | «I, Busybody» «Как прекратить лезть не в свои дела»                   | Брайан К. Робертс  | Адам Инглэнд и Нелл Сковелл | 12 апреля 2002  | 137         |
| Сабрина понимает, что её привычка во всё вмешиваться и давать советы, не помогает другим людям, а лишь мешает. Тогда она избавляется от неё у механика Бадди, но теперь всё становится только хуже: Сабрина подводит своих друзей. В конце концов, девушка понимает, что её привычка — это не просто назойливость, а забота о других людях и искреннее сочувствие, и возвращает деталь обратно. |            |                                                                       |                    |                             |                 |             |
| 138 | 19         | «Guilty!» «Виновна!»                                                  | Бет Бродерик       | Дэн Берендсен               | 19 апреля 2002  | 138         |
| Сабрина пытается помочь Зельде стать профессором года, но невольно становится причиной её увольнения. Чувствуя вину за это происшествие, она отправляет в круиз для виноватых, где понимает, что должна вернуть Зельде работу. Сабрина помогает тёте написать научную работу, и та становится студенткой. Хильда сводит Майлза со своей подругой Марджи, но та оказывается слишком агрессивной, и Рокси помогает парню расстаться с девушкой. |            |                                                                       |                    |                             |                 |             |
| 139 | 20         | «The Whole Ball of Wax» «Восковой шар»                                | Генри Уинклер      | Лори Джелман                | 26 апреля 2002  | 139         |
| К Сабрине приезжает мать, с которой запретил видеть Совет магов, и в результате женщина превращается в восковой шар. Новый Совет магов отказывается отменить постановление, но Сабрина проводит всё время с матерью и они узнают друг друга поближе. Морган устраивает модный показ с коллекцией своей одежды, но в последний момент модели отказываются с ней работать. Случайно Сабрина превращает шар обратно в мать, но теперь им по-прежнему нельзя видеться. Сабрина, Майлз, Харви, Джош и Рокси помогают Морган провести модный показ, а при помощи волшебства Сабрины он проходит идеально.                                                                     |            |                                                                       |                    |                             |                 |             |
| 140 | 21         | «Driving Mr. Goodman» «Майлз-водитель»                                | Брайан К. Робертс  | Сюзанн Гангурски            | 3 мая 2002      | 140         |
| Сабрина хочет помочь Майлзу преодолеть страх перед вождением автомобиля, но в первую же поездку он въезжает в багажник едущего впереди автомобиля. Девушка-водитель не предъявляет претензий, но затем подаёт в суд против Сабрины за множественные травмы. Используя азарт спортсмена, Сабрина выводит мошенницу на чистую воду, а Майлз преодолевает страх водить автомобиль. Морган, ставшая помощницей сестёр Спеллман, начинает переделывать их под себя, но Хильда и Зельда вовремя спохватываются и увольняют девушку. |            |                                                                       |                    |                             |                 |             |
| 141 | 22         | «I Fall to Pieces (Part 1)» «Я разлетаюсь на куски»                   | Мелисса Джоан Харт | Джон Вандергрифф            | 10 мая 2002     | 141         |
| Директор Бэннинг расстаётся с Хильдой, и та впадает в депрессию. Желая помочь ей, Сабрина устраивает поход по магазинам, но из торгового центра Хильда возвращается с женихом, а свадьба состоится через несколько дней. Зельда и Сабрина ради счастья Хильды подставляют Уилла, и женщина выгоняет жениха, но её сердце разбивается, а сама она каменеет и разлетается на куски, потому что Уилл — её настоящая любовь. Сабрина пытается спасти тётю и взамен жизни отдаёт свою надежду на счастье. Свадьба проходит удачно, но затем Джош, Харви и официант Люк объявляют Сабрине о своём уходе и прощаются. Теперь уже сама Сабрина каменеет и разлетается на куски. |            |                                                                       |                    |                             |                 |             |

### Сезон 7 (2002—2003)
| № общий | № в сезоне | Название                                                                           | Режиссёр                    | Автор сценария                   | Дата премьеры    | Произв. код |
| --- | ---------- | ---------------------------------------------------------------------------------- | --------------------------- | -------------------------------- | ---------------- | ----------- |
| 142 | 1          | «Total Sabrina Live! (Part 2)» «Да здравствует Сабрина!»                           | Кеннет Р. Коч               | Дэвид Бэбкок                     | 20 сентября 2002 | 142         |
| Зельда отдаёт Сабрине свои взрослые годы, и девушка оживает из камня. Спустя три месяца она с подругами, Морган и Рокси, живут в доме тётушек, и Сабрина ищет работу репортёра. Никто не хочет видеть в ней девушку с опытом, и она отправляется в Нью-Йорк, где в эфире телевидения говорит о том, что ей нужна работа. В результате Сабрина устраивается на работу в журнал о музыке «Факел». |            |                                                                                    |                             |                                  |                  |             |
| 143 | 2          | «The Big Head» «Самовлюблённый эгоист»                                             | Мелисса Джоан Харт          | Эндрю Боракоув и Билл Розенталь  | 27 сентября 2002 | 143         |
| У Сабрины первый день на работе, и ей поручают интервью с певцом Страмом. Сначала она пишет хвалебную статью, но её не принимают, и тогда она рассказывает правду о Страме: что он самовлюблённый эгоист, ни во что не ставящий других людей. Статью печатают, но теперь певец требует публичных извинений. Сабрина отказывается извиняться и решает проучить Страма. Теперь тот перестаёт быть таким эгоистом. Морган дрессирует Сэйлема с помощью электрошокера. |            |                                                                                    |                             |                                  |                  |             |
| 144 | 3          | «Call Me Crazy» «Называйте меня сумасшедшей»                                       | Кеннет Р. Коч               | Триш Бэйкер                      | 4 октября 2002   | 144         |
| Сабрина с коллегами идёт в клуб, чтобы взять интервью у Ашанти, но не попадает в него, и все они оказываются в кафе. Когда все вокруг начинают хвастаться своими приключениями, Сабрина случайно проговаривается, чтобы побывала на кольцах Сатурна, и коллеги начинают считать её сумасшедшей. После ещё пары случайных совпадений ситуация накаляется, и лишь появление Ашанти, с которой Сабрина сталкивается в кафе и помогает, спасает ситуацию. Приглашённая звезда: Ашанти |            |                                                                                    |                             |                                  |                  |             |
| 145 | 4          | «Shift Happens» «Перенос характера»                                                | Джефф Мелман                | Ториан Хьюз                      | 11 октября 2002  | 145         |
| Сабрине дают поручение взять интервью у Бэйби Кей Ту Кей — самой скандальной и невыносимой звезды, и девушка прибегает к помощи колдовства, чтобы сделать ту более сговорчивой и доброй. Тем самым она переносит на певицу свои черты характера, а скандальность начинает проявляться у Сабрины, когда на неё давят. Это помогает ей защитить интересы Рокси в суде, а сама ошибка исправляется. |            |                                                                                    |                             |                                  |                  |             |
| 146 | 5          | «Free Sabrina» «Свободная Сабрина»                                                 | Брайан Робертс              | Тод Химмель                      | 18 октября 2002  | 146         |
| Сабрина замечает как Бодетта Сторм крадет вещи в магазине Морган, и хочет написать статью об этом. Но редактор требует подтверждений и Сабрине приходится собирать доказательства, а Бодетта постоянно подставляет Сабрину, вплоть до того, что Сабрине пришлось идти в кружок клептоманов. Лишь с помощью магии возможно вывести актрису на чистую воду. |            |                                                                                    |                             |                                  |                  |             |
| 147 | 6          | «Sabrina Unplugged» «Сабрина из компьютера»                                        | Марк Сендровски             | Дженнифер Гликман                | 1 ноября 2002    | 147         |
| Леонард устанавливает веб-камеры по всему офису, и Сабрина случайно попадает в кадр, использовав магию. Чтобы убрать все свидетельства колдовства, она проникает в компьютер коллеги и удаляет файл, но случайно остаётся там, когда компьютер выключают из сети. Утром Леонард меняет внешность Сабрины, и выбравшись на свободу, девушка не может вернуть себя. Тогда она пытается вести себя по-прежнему, несмотря на изменившуюся внешность. Харви помогает вернуть прежний облик Сабрины. |            |                                                                                    |                             |                                  |                  |             |
| 148 | 7          | «Witch Way Out» «Ведьма в клетке»                                                  | Брайан К. Робертс           | Адам Хэмбургер и Дэвид Хэмбургер | 8 ноября 2002    | 148         |
| Сабрина знакомится с парнем из художественной галереи и идёт с ним на свидание. Она не в восторге от новой привычки Рокси и Морган вести себя как тётушки, поэтому когда Виктор приглашает девушку к себе домой, Сабрина ссорится с подругами, чтобы те не пошли с ней. Виктор оказывается коллекционером, который хочет заполучить в свою коллекцию ведьму. Теперь Сабрине очень нужна помощь друзей и магии, от которой она сгоряча отказалась, и друзья приходят к ней на помощь. |            |                                                                                    |                             |                                  |                  |             |
| 149 | 8          | «Bada-Ping!» «Вуаля!»                                                              | Энсон Уильямс               | Нэнси Коэн                       | 15 ноября 2002   | 149         |
| Сабрина узнаёт, что одного из певцов принуждают выступать только в одном клубе. Хозяин клуба угрожает ей, и тогда девушку отправляет в будущее, где видит свои похороны. Тем не менее, она пишет статью и узнаёт, что Микки, хозяин клуба — на самом деле отец певца, который боится потерять любовь сына. Смерть же Сабрине предстоит от пассивного курения, причиной которого стало постоянное появление Аманды в клубах дыма. |            |                                                                                    |                             |                                  |                  |             |
| 150 | 9          | «It’s a Hot, Hot, Hot, Hot Christmas» «Наступает жаркое, жаркое, жаркое Рождество» | Мелисса Джоан Харт          | Дэн Каэл                         | 6 декабря 2002   | 150         |
| Леонард приглашает Сабрину, Рокси и Морган провести Рождество во Флориде. Там они встречают вышедшую из тюрьмы мать Рокси, Кэнди, которая уверяет, что изменилась и хочет загладить свою вину перед дочерью. Вскоре грабят съёмную квартиру, в которой живут ребята, и все подозревают Кэнди. Сабрина перемещается в прошлое, чтобы узнать правду, и оказывается, что грабителем был парень Кэнди, Зак. Ребята проводят идеальное Рождество, а Рокси перестаёт ненавидеть праздники. |            |                                                                                    |                             |                                  |                  |             |
| 151 | 10         | «Ping, Ping a Song» «Пой, птичка, пой»                                             | Асаад Келада                | Тод Химмель                      | 10 января 2003   | 151         |
| В музыкальном мире затишье, но Сабрина придумывает тему для статьи: попасть на конкурс музыкальных исполнителей в качестве конкурсанта и написать об этом. Вместе с Морган и Рокси она создаёт группу «Подрушки», которая с помощью колдовства становится очень популярной. Девушек захватывает звёздная болезнь, и они смертельно ссорятся. Харви помогает осознать всю губительность сложившегося положения, и Сабрина добивается дисквалификации группы и возобновления прежней дружбы. |            |                                                                                    |                             |                                  |                  |             |
| 152 | 11         | «The Lyin’, the Witch and the Wardrobe» «Ложь, колдунья и платяной шкаф»           | Кеннет Р. Коч               | Майк Ларсон                      | 17 января 2003   | 152         |
| Сабрина пишет статью для обложки, но дизайнер не собирается одевать Бедингфилда, что снять фотографию для обложки. Тогда журналистка приглашает Морган поработать с Дэниелом. У Рокси возникают проблемы с менеджером радио, и она решает ввести в передачу живую музыку. Сабрина боится сказать подругам, что не нравятся ни песня Рокси, ни стиль, выбранный Морган для Бедингфилда, и у неё развивается двуличие. Только помогая подругам и сказав им правду, Сабрина избавляется от второго лица и сохраняет дружбу. Приглашённая звезда: Дэниел Бедингфилд |            |                                                                                    |                             |                                  |                  |             |
| 153 | 12         | «In Sabrina We Trust» «Сабрина, в которую мы верим»                                | Билл Лэйтон                 | Ториан Хьюз                      | 24 января 2003   | 153         |
| Сабрина случайно раскрывает Морган секрет Рокси, и теперь подруга ни в чём не верит Сабрине. Сабрина решает исправить ситуацию с помощью эликсира доверия, и Рокси начинает доверять ей во всём. Но вскоре Сабрина понимает, что не хочет быть маяком доверия. Положение становится критическим, когда Сабрина выливает эликсир в канализацию, и количество слепо доверяющих Сабрине людей резко возрастает. Всё разрешается, когда Сабрина признаётся Рокси, что она — ведьма. |            |                                                                                    |                             |                                  |                  |             |
| 154 | 13         | «Sabrina in Wonderland» «Сабрина в стране чудес»                                   | Энсон Уильямс               | Дэн Берендсен                    | 31 января 2003   | 154         |
| Сабрина знакомится с Аароном, и они производят такое впечатление друг на друга, что парень постоянно ищет с ней встречи, а девушка постоянно сбегает от него или даже замораживает время. Тогда она решает узнать его сущность и создаёт часы, на которых написана сущность характера Аарона, но кролик, домашний любимец Сэйлема, забирает часы и заманивает Сабрину в кроличью нору, где в стране чудес, пройдя через испытания, она видит свои часы и понимает, что дело не в Аароне, а в ней. Сабрина начинает встречаться с Аароном. |            |                                                                                    |                             |                                  |                  |             |
| 155 | 14         | «Present Perfect» «Настоящее совершенство»                                         | Кеннет Р. Коч               | Триш Бэйкер                      | 7 февраля 2003   | 155         |
| У Сабрины заканчивается испытательный срок в журнале, и она хочет понравиться своему боссу. Также у ней первое официальное свидание с Аароном, которое безнадёжно проваливается. Тогда Сабрина решает избавиться от аппендикса, чтобы избежать ошибок в будущем. Теперь всё становится только хуже: после переделки всей статьи Энни её увольняет, Аарон не хочет с ней встречаться, а подруги обижены за неверные финансовые советы. Только поняв, что ошибок в жизни нельзя избегать, Сабрина исправляет ситуацию, но всё же увольняется из газеты. |            |                                                                                    |                             |                                  |                  |             |
| 156 | 15         | «Cirque du Sabrina» «Цирк для Сабрины»                                             | Энсон Уильямс               | Сюзанн Гангурски                 | 14 февраля 2003  | 156         |
| Сабрину разрываются на части друзья и Аарон, а в комнате поселился цирк, цель которого — помочь ей сбалансировать свою жизнь. После долгих раздумий и экспериментов Сабрина понимает, что Харви до сих пор любит и всегда поддержит её. |            |                                                                                    |                             |                                  |                  |             |
| 157 | 16         | «Getting to Nose You» «Длинный нос Сирано»                                         | Кеннет Р. Коч               | Адам Хэмбургер и Дэвид Хэмбургер | 21 февраля 2003  | 157         |
| Сабрина собирается признаться Аарону в любви, но боится того, что услышит в ответ. Тогда она вызывает своего личного Сирано, которая должна помочь выведать чувства парня. Но вместо того, чтобы помочь Сабрине, Сара сама пытается влюбить в себя Аарона и попутно узнаёт, что Харви влюблён в Сабрину. В конце концов, Аарон и Сабрина признаются друг другу в любви, а Харви обещает помочь Сабрине осознать правду. Приглашённая звезда: Sixpence None the Richer |            |                                                                                    |                             |                                  |                  |             |
| 158 | 17         | «Romance Looming» «Как соткать любовь»                                             | Мелисса Джоан Харт          | Нэнси Коэн                       | 27 февраля 2003  | 158         |
| В торговом центре Морган чуть не падает в пустую шахту лифта, но Сабрина с помощью колдовства спасает её. После этого Морган переосмысливает свой образ жизни и начинает заниматься защитой деревьев, а к Сабрине приходят парки — богини, постоянно ткущие ковёр судьбы каждого человека. Они хотят отомстить ведьмочке за предотвращение смерти, но в конце концов просто позволяют ей самой портить себе жизнь. Аарон уезжает в Лос-Анджелес и перед отъездом делает Сабрине предложение руки и сердца, на которое Сабрина после небольшого недоразумения отвечает согласием. |            |                                                                                    |                             |                                  |                  |             |
| 159 | 18         | «Spellmanian Slip» «Оговорка по Спеллман»                                          | Марк Сендровски             | Эндрю Боракоув и Билл Розенталь  | 20 марта 2003    | 159         |
| Сабрина устраивает обед, чтобы познакомиться с родителями Аарона. Когда они приходят, все начинаются друг с другом ссориться, к тому же присутствуют Морган, Рокси и Харви. Пытаясь их помирить, Сабрина использует соль гармонии, и все начинают петь, но потом Сабрина случайно называет Аарона Харви. Желая разобраться в своих чувствах, она заглядывает в сердце и обнаруживает, что постоянное место там занимает Харви, а Аарон — лишь временное. Отведя постоянную комнату в сердце для Аарона, Сабрина уверяется в своих чувствах. |            |                                                                                    |                             |                                  |                  |             |
| 160 | 19         | «You Slay Me» «Ты меня убиваешь»                                                   | Асаад Келада                | Дэн Каэл                         | 27 марта 2003    | 160         |
| Началась подготовка к свадьбе. Морган и Рокси организуют девичник и попутно спорят о том, кто из них будет подружкой невесты, а Сабрина слишком втягивается в мечту о сказочной свадьбе. Она обращается за советом к Золушке и становится невыносимой, пытаясь организовать самую шикарную сказочную свадьбу и не считаясь с желаниями жениха. Вскоре она начинает превращаться в дракона, и повторное обращение к Золушке открывает простую истину: сказочная свадьба не означает сказочную последующую жизнь. Сабрина мирится с Аароном и назначает обеих подруг подружками невесты. |            |                                                                                    |                             |                                  |                  |             |
| 161 | 20         | «A Fish Tale» «Сказка о рыбке»                                                     | Билл Лэйтон                 | Адам Инглэнд                     | 17 апреля 2003   | 161         |
| Бабушка Ирма узнаёт о предстоящей свадьбе Сабрины и приезжает, чтобы поздравить её. Сабрина боится, что Ирма причинит зло Аарону, и притворяется, что тот колдун. Тогда бабушка превращает его в золотую рыбку, а Морган и Рокси — в кошек. Сабрина расстаётся с магией чтобы остаться с Аароном, и Ирма отдаёт магию Харви. Тот превращает Аарона обратно в человека и уезжает, возвратив Сабрине магию и сказав, что всегда будет любить её. |            |                                                                                    |                             |                                  |                  |             |
| 162163 | 2122       | «What a Witch Wants/Soul Mates» «Чего желает ведьма/Родственные души»              | Скотт Маршалл Кеннет Р. Коч | Сюзанн Гангурски Дэн Берендсен   | 24 апреля 2003   | 162 163     |
| Сабрина отправляется с Рокси и Морган в трёхдневный круиз по Бермудам, оставив дома Аарона с Сэйлемом. На пароходе все желания Сабрина внезапно начинают исполняться, а магия пропадает. Пожелав проверить дружбу, девушку оказываются на необитаемом острове, где понимают, что их связь нерушима. Аарон и Сэйлем ведут войну, которую выигрывает кот, отправив мужчину в полицейский участок. Наступает день свадьбы, но Сабрину охватывают сомнения в правильности выбора. Приезжают тётя Хильда и мать Сабрины. Приходит сомнение и даёт Сабрине камень сердца Аарона. Побывав на Полярной звезде, девушка понимает, что они с Аароном — не две половинки одного целого. На церемонии Сабрина разговаривает об этом с Аароном, и они отказываются от свадьбы. Приезжает Харви, и они вместе уезжают: его камень сердца идеально подходит камню Сабрины. |            |                                                                                    |                             |                                  |                  |             |